# Eremitage (Bayreuth)

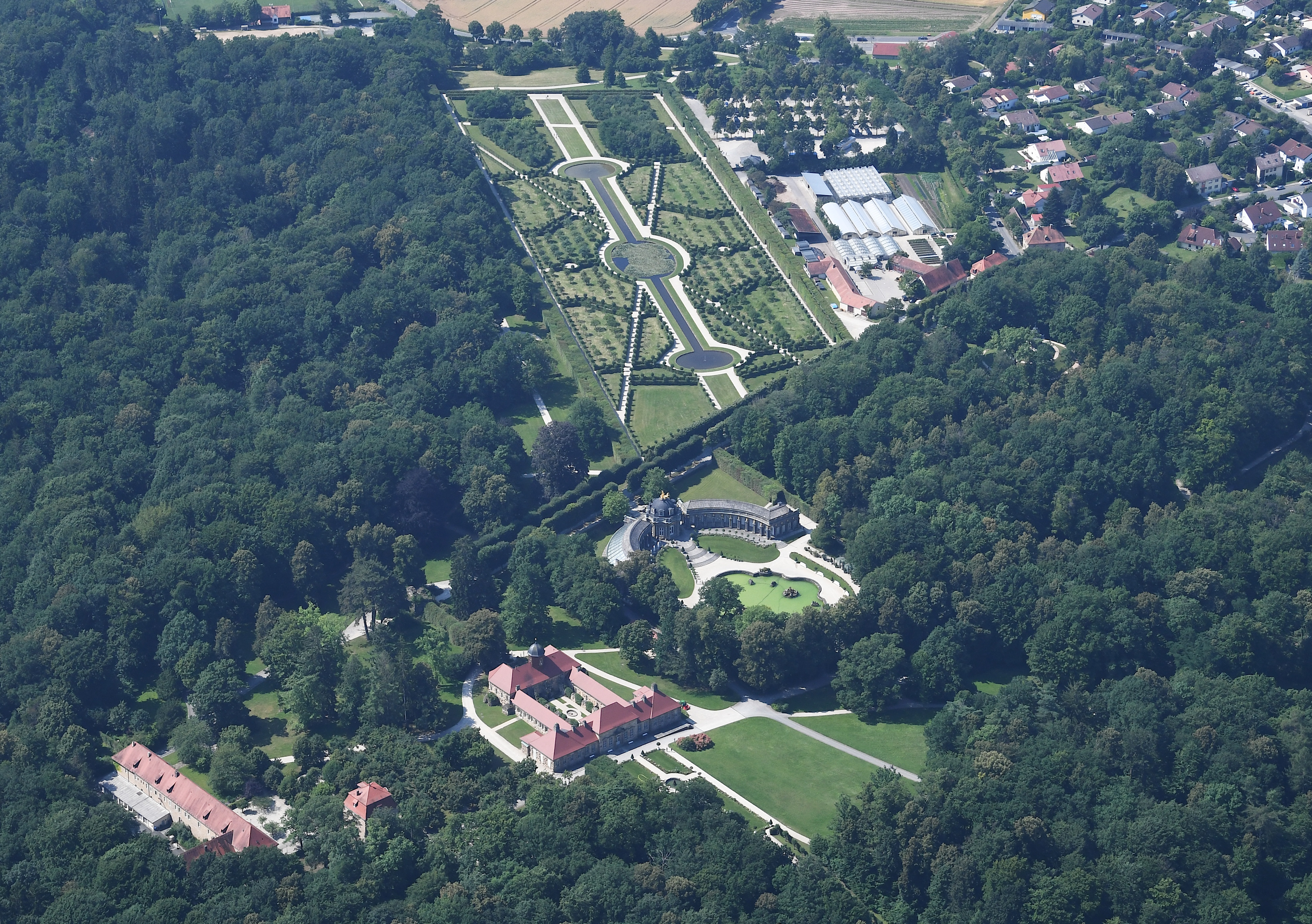
Eremitage Bayreuth: In der Bildmitte oben der Kanalgarten, darunter das Neue Schloss, links davon das Alte Schloss, der erste Wasserturm und der ehemalige Marstall

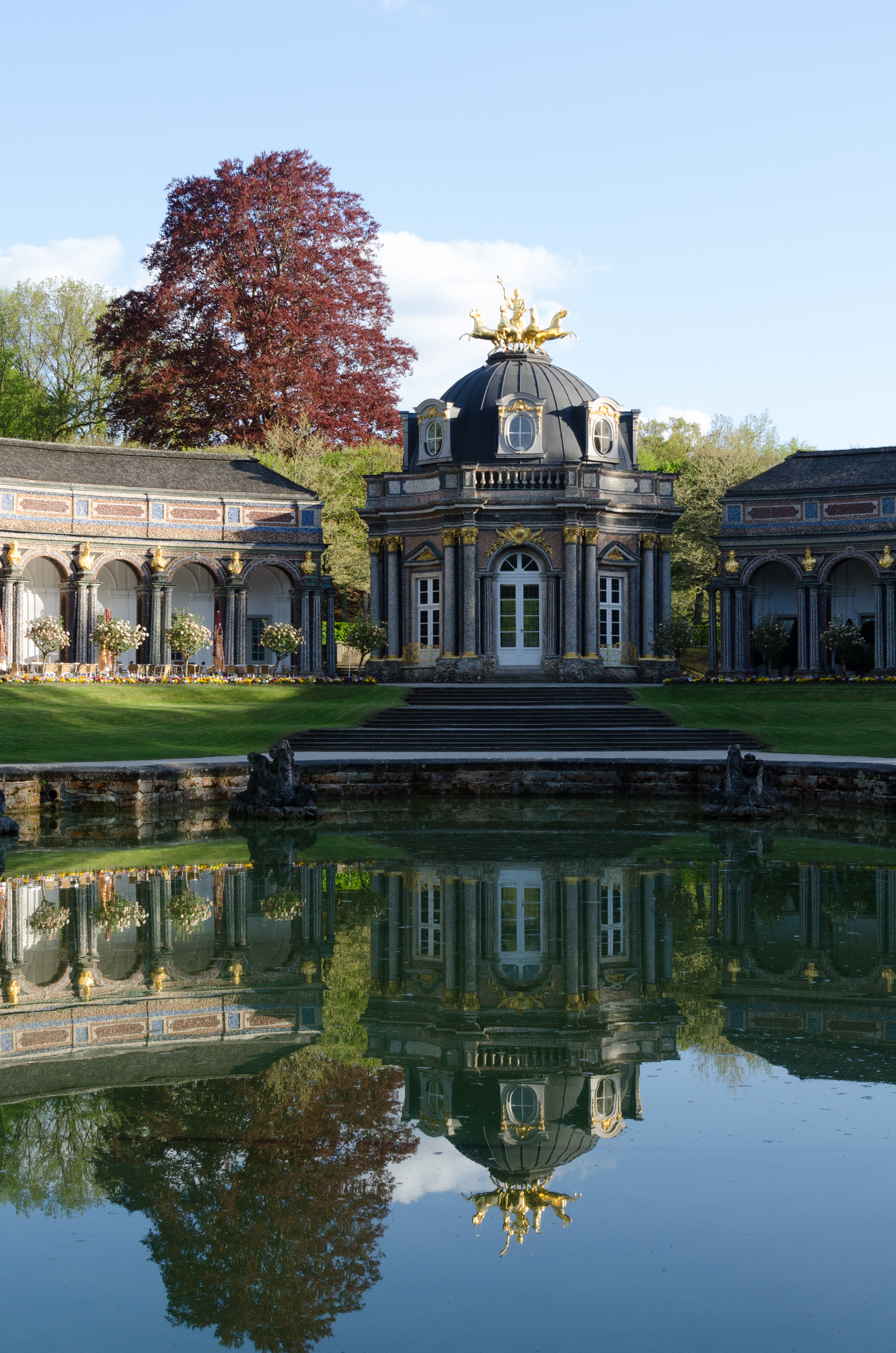
Neues Schloss der Eremitage: Sonnentempel und Arkadentrakte, davor das Wasserbecken „Obere Grotte“

Die Eremitage in Bayreuth ist eine ab 1715 entstandene historische Parkanlage mit Wasserspielen und Bauwerken, die zu den Sehenswürdigkeiten der Stadt gehört. Dort befinden sich auch das sogenannte Alte Schloss, das Neue Schloss (Orangerie mit dem Sonnentempel) sowie weitere kleinere Gebäude. Gegliedert ist sie in einen Landschaftspark, einen geometrisch angelegten Barockgarten und einen zum Wald verwilderten Bereich. Die Eremitage ist zugleich auch ein Ortsteil der kreisfreien Stadt Bayreuth. Sie liegt in der Gemarkung Sankt Johannis.
Der Landschaftspark ist ein Kleinod des Rokokos und ein Musterbeispiel der Gartenbaukultur des 18. Jahrhunderts. Er ist abwechslungsreich gestaltet, mit einer Grotte, künstlichen Ruinen in Form eines Ruinentheaters (1743), einem antiken Grabmal, der Eremitage für den Markgrafen Friedrich III. und einer verlorengegangenen Eremitage für die Markgräfin Wilhelmine sowie einer Reihe von Brunnen. In Vorwegnahme der Parks der Romantik entstanden auch viele versteckte Winkel und sich ständig wandelnde An- und Einsichten.
Der Garten ist in geometrische Bezirke mit Bosketten, Alleen und Wasseranlagen eingeteilt. Das Ganze ist halbkreisförmig umgeben von dichtem Laubwald. Wilhelmine folgte barockem Gedankengut, indem sie traditionelle Elemente (Laubengänge, Wasserspiele und Heckenquartiere) übernahm. Die einzelnen Teile stehen frei nebeneinander, es fehlt die im Barock übliche Symmetrieachse.

## Lage
Der 52 Hektar große Park liegt auf einem Hügel am östlichen Rand des Bayreuther Talkessels in direkter Nachbarschaft des Gemeindeteils Sankt Johannis. Im Osten und Norden wird er vom tief eingeschnittenen Tal des Roten Mains begrenzt, nach Süden hin schließt der Gemeindeteil Eremitenhof an.

## Entstehung und Geschichte

### 17. Jahrhundert
Durch Kauf kamen die Bayreuther Markgrafen 1616 in den Besitz eines ausgedehnten, bei der Ortschaft St. Johannis liegenden, Waldgeländes mit einer Gesamtfläche von knapp 50 Hektar. Seit 1664 gab es dort einen Tiergarten, ein umzäuntes Waldgebiet, das dem Hof für die Jagd vorbehalten war. Bereits ein Jahr später begannen Planungen für ein Lusthaus.

### 18. Jahrhundert

#### Die Eremitage unter Markgraf Georg Wilhelm

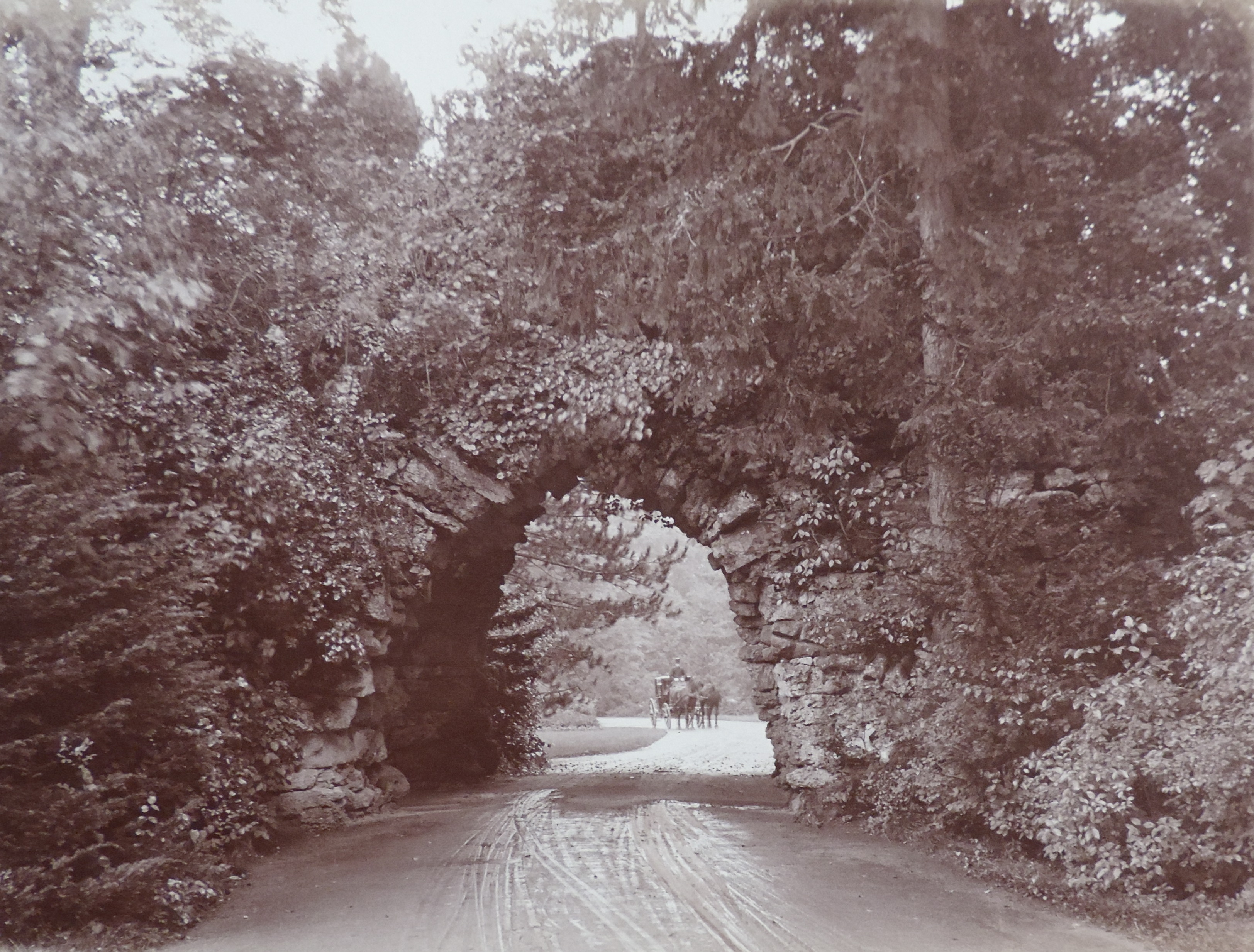
Parnass um 1910

Ab 1715 entstanden unter Markgraf Georg Wilhelm ein Sommerschlösschen (Altes Schloss) und weitere kleinere Gebäude (Wirtschaftsgebäude, Wasserturm als Speicher für die Brunnenanlagen) als Zentrum einer höfischen Einsiedelei. Die Planungen stammten vom Hofbaumeister Elias Räntz. Obwohl bereits am 15. August 1719 die Einweihung des damals fast 40 ha großen Parks gefeiert wurde, dauerten die Arbeiten bis 1722, denn aus diesem Jahr sind noch Materiallieferungen belegt.

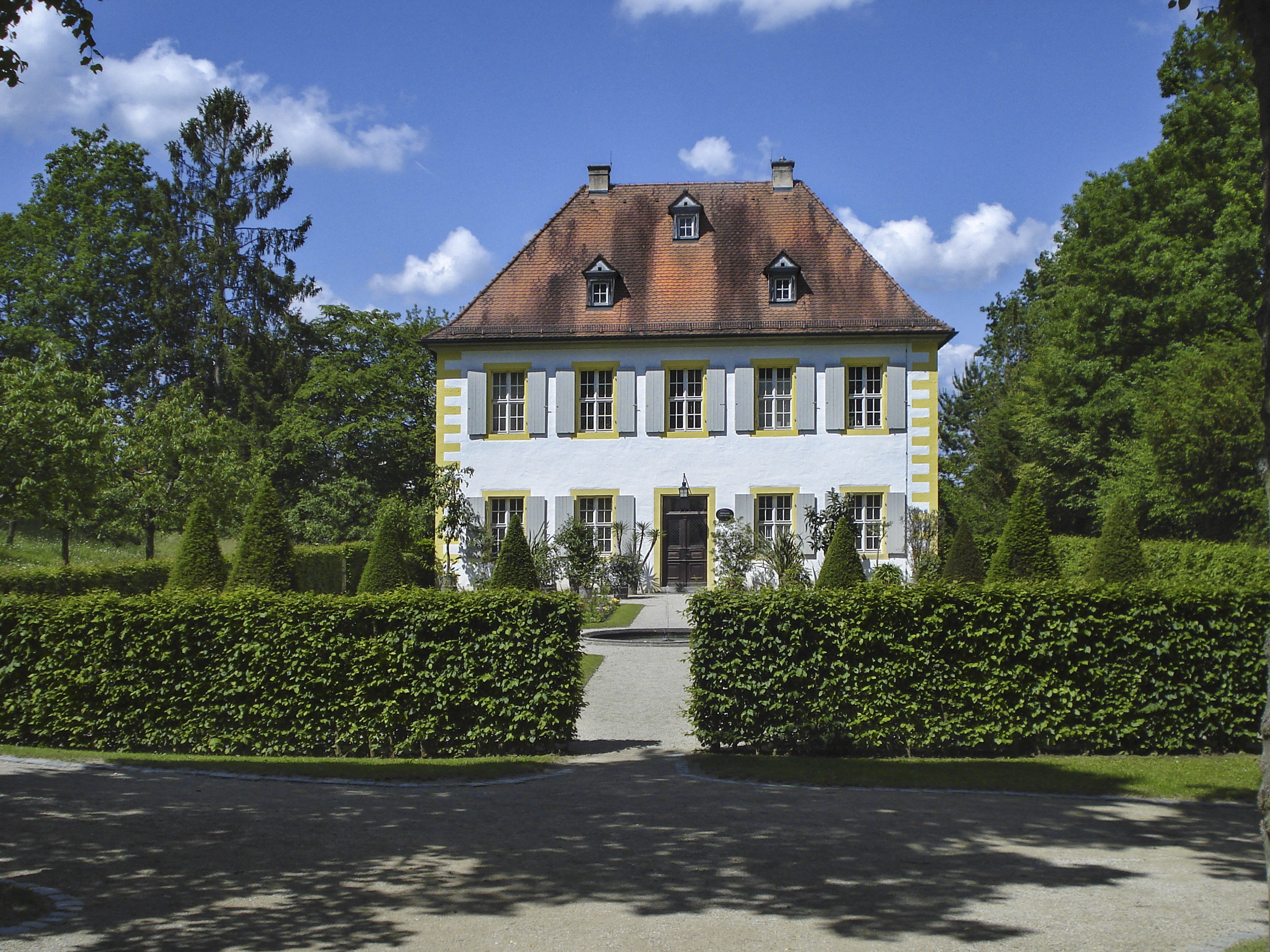
Schlösschen Monplaisir

1718 wurde der sogenannte Parnass angelegt, auf einem künstlichen Felsen befanden sich Statuen des Apollo und der neun Musen. Sein Name sollte an den gleichnamigen Berg in Griechenland erinnern, der dem Gott Apollo geweiht war. Die Einweihung der Eremitage im Jahr 1719 wurde mit einem Markt für die Bevölkerung und einem dreitägigen Volksfest begangen, das von da an alljährlich als Eremitage-Kirchweih wiederholt wurde.
1720 entstand das private Wohnhaus des Ingenieurs Johann Heinrich Endrich. Wilhelmine von Preußen, auf die dessen Name Monplaisir zurückgeht, erhielt es 1732 bei ihrem Einzug in Bayreuth als Ehefrau des Erbprinzen Friedrich von ihrem Schwiegervater Georg Friedrich Karl zum Geschenk.

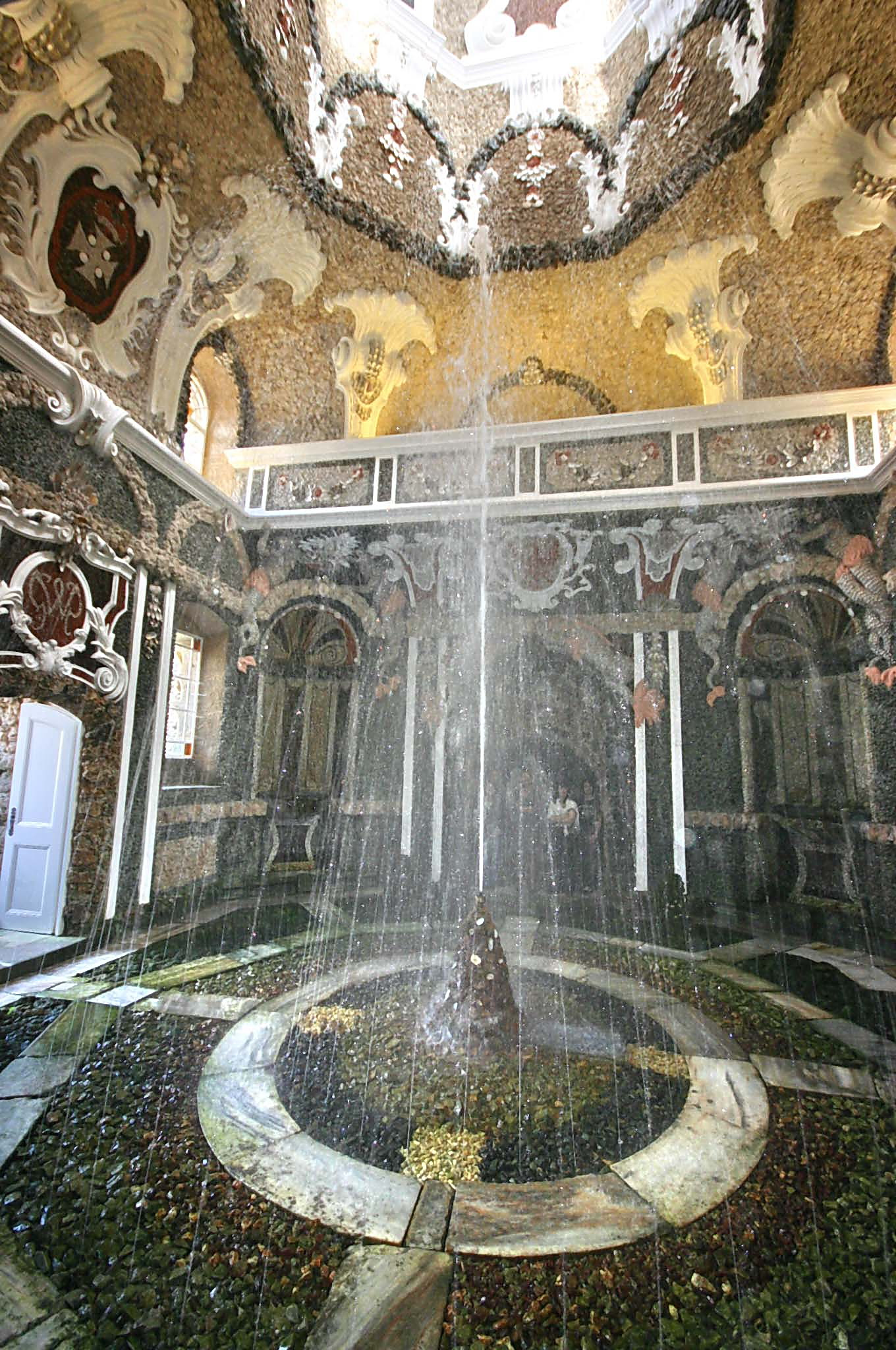
Innere Grotte im Alten Schloss

Das Schloss war eine Vierflügelanlage mit einem kleinen Innenhof. In den beiden Seitenflügeln befanden sich je zwölf kleine Räume für die „Eremiten“ bzw. „Einsiedlerdamen“. Der quer dazu verlaufende Nordflügel enthielt einen prächtigen Saal und seitlich dazu geräumige Wohnungen für den Markgrafen und die Markgräfin. An den Südteil des Schlosses wurde die „Innere Grotte“ angefügt, ein mit Glasschlacken und Muscheln verkleideter Raum, in dem aus mehr als 200 Düsen Wasser spritzen kann. Zum Ergötzen der auf Balkonen im Trockenen sitzenden Hofgesellschaft schossen die versteckt angebrachten Vexierstrahlen den ahnungslosen Damen unter den Gästen unter die Reifröcke.
Westlich des Schlosses ließ Georg Wilhelm auf einer Fläche von etwa einem Hektar ein Heckenlabyrinth anlegen, das Markgräfin Wilhelmine für den Bau des Neuen Schlosses und des vorgelagerten Bassins „Obere Grotte“ wieder entfernen ließ. Das bei der Einweihung vorhandene Prinzessinnen-Haus für Georg Wilhelms Tochter Christiane Sophie Wilhelmine wurde später „auf Abbruch verkauft“.
Das Markgrafenehepaar und der Hofstaat spielten Eremitenleben: Tagsüber hielt man sich wie Einsiedler allein in einem der verstreut im Wald liegenden Pavillons auf. Das Abendessen wurde im Schloss eingenommen. Auf Grund dieses Pseudo-Eremitenlebens des Hofes erhielt die Anlage den Namen Eremitage. Alles, was an den Glanz der Welt hätte erinnern können, war streng ausgeschieden. Das Hofkleid wurde mit einem braunen Eremitenkleid vertauscht, ein Strohhut, ein Flaschenkürbis und ein Stab bildeten den übrigen einsiedlerischen Schmuck. Die Lebensweise sollte den Einsiedler vollenden, man speiste mit hölzernen Löffeln aus braunirdenem Geschirr. Die Freuden der Gesellschaft durften beide Geschlechter nur zu bestimmten Stunden genießen. Der Fürst gab das Zeichen dazu mit einer Glocke, die auf dem Türmchen seines Eremitenhauses angebracht war.

Altes Schloss
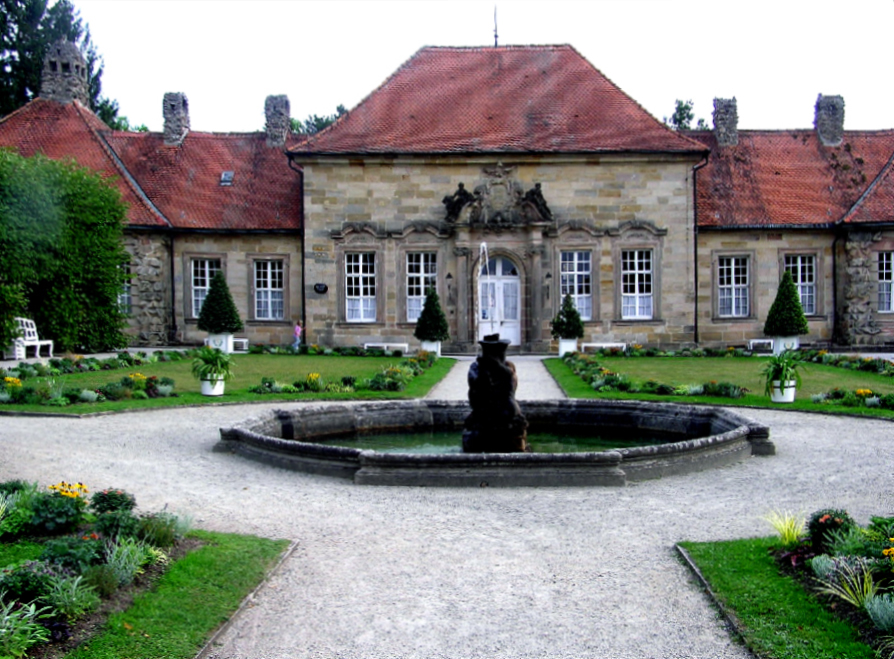
Altes Schloss aus Nord-Perspektive
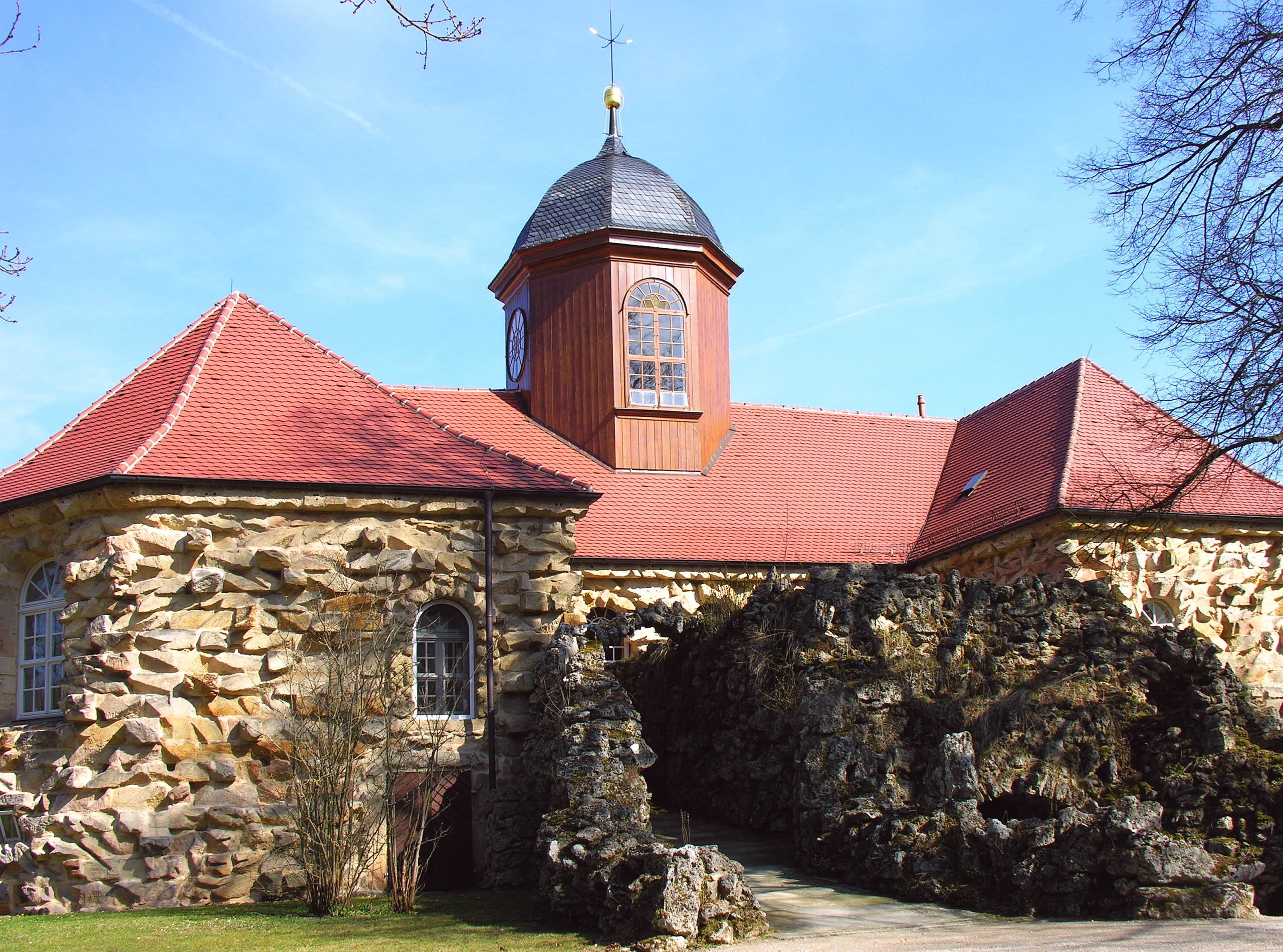
Außenansicht des Alten Schlosses (1919-22) von der südlichen Eingangsseite
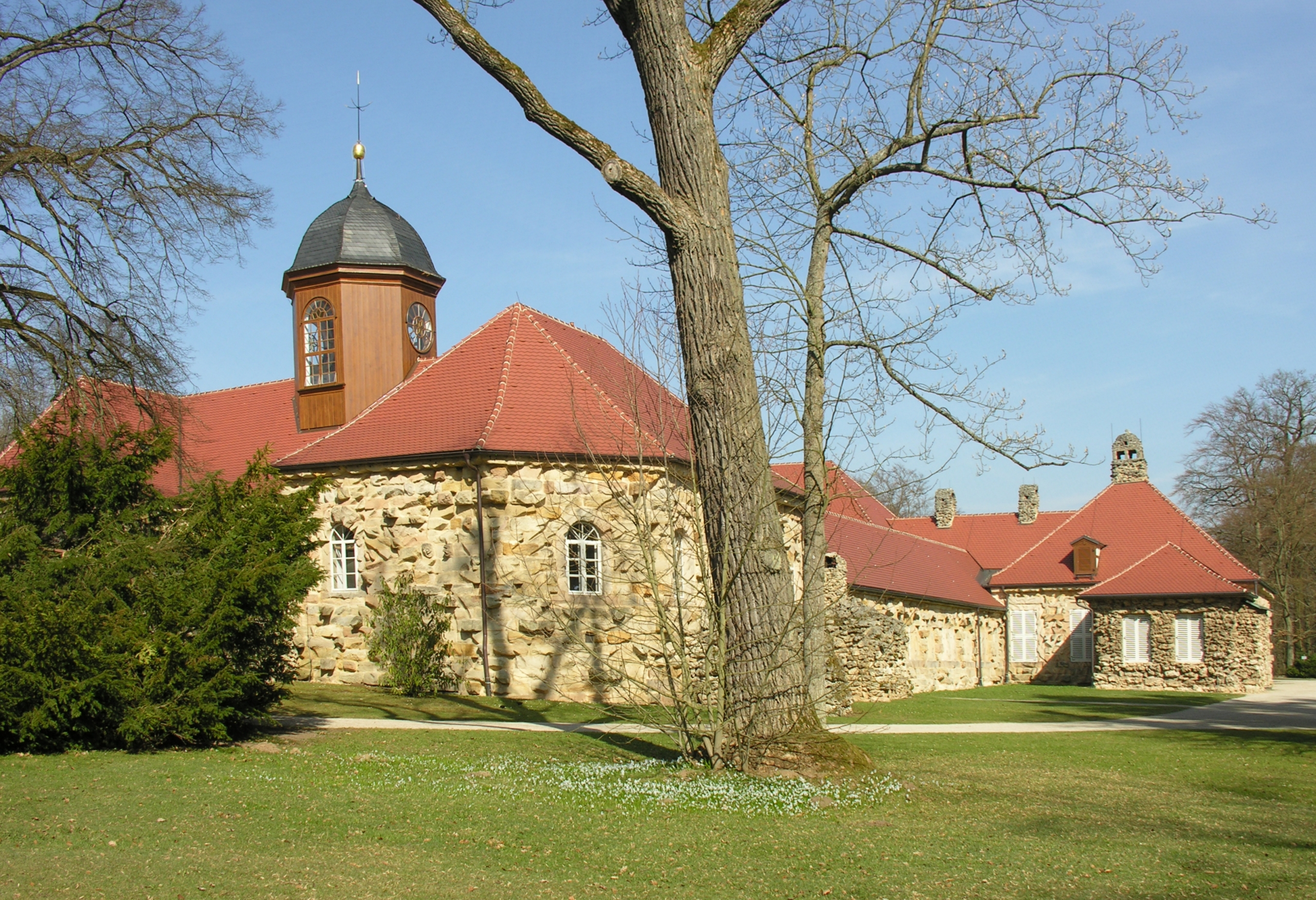
Altes Schloss aus Südost-Perspektive
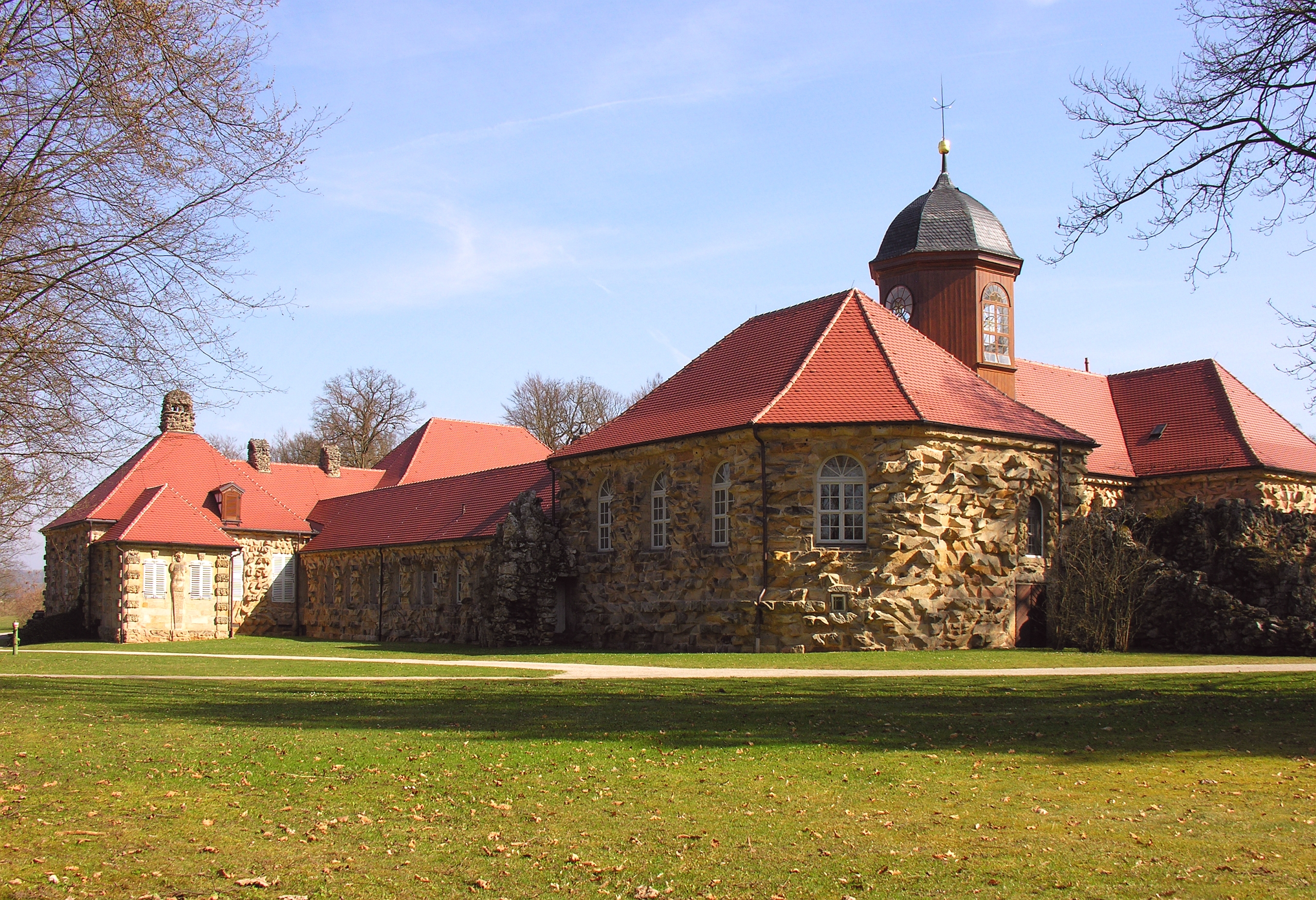
Altes Schloss aus Südwest-Perspektive
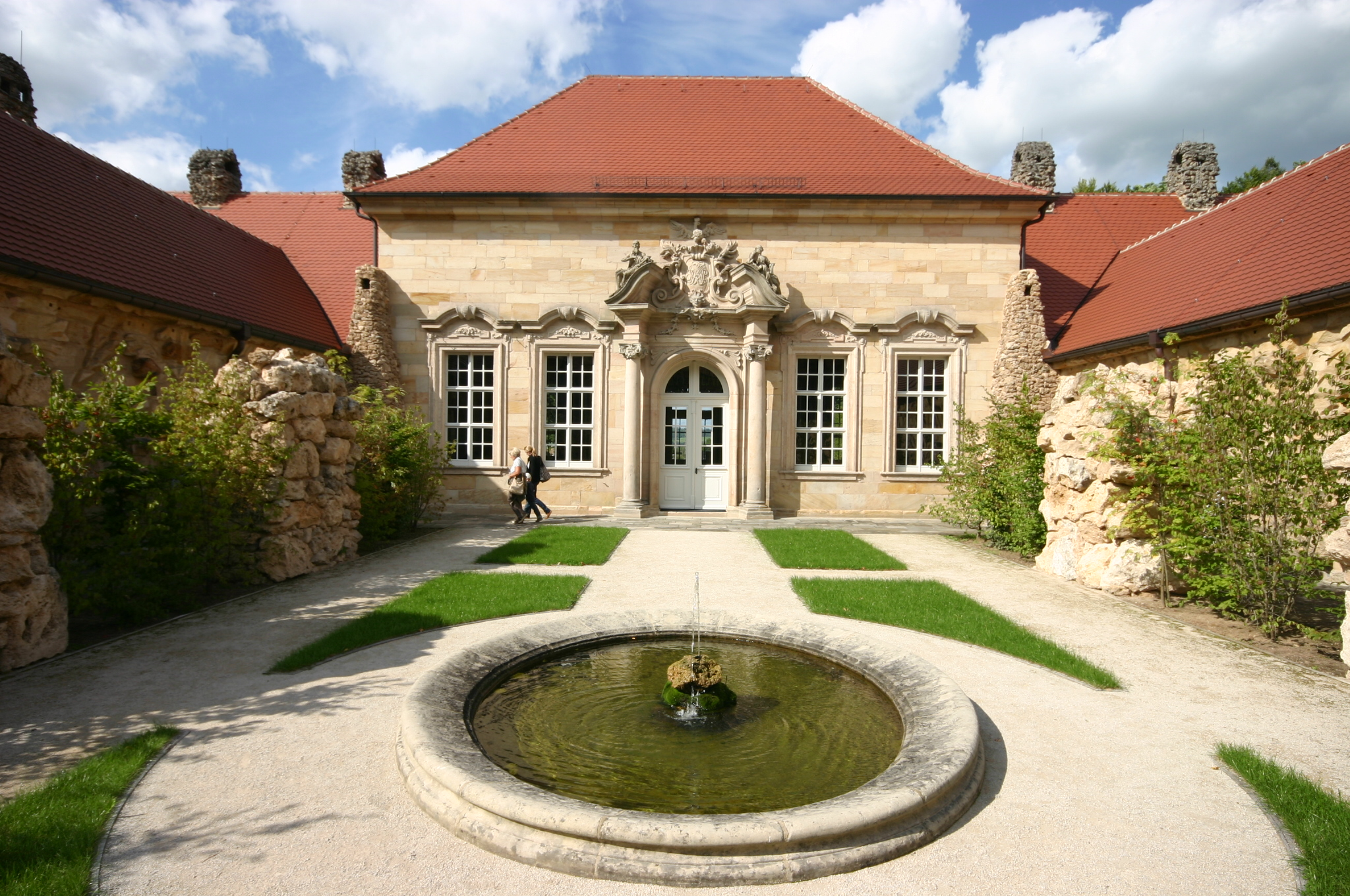
Altes Schloss: Blick über den Brunnen auf den Innenhof

#### Ausbau unter dem Markgrafenpaar Friedrich und Wilhelmine

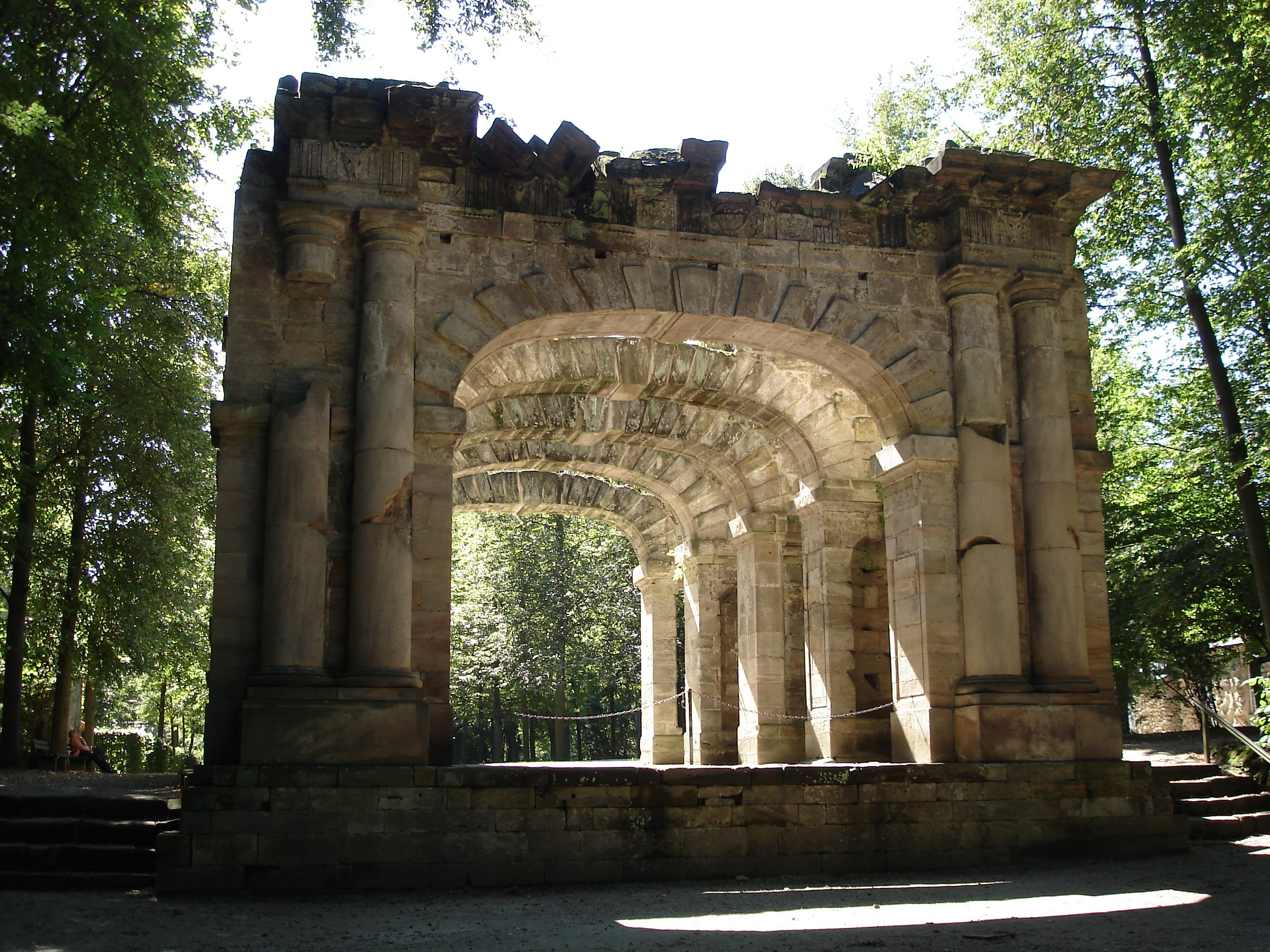
Römisches Theater (Nordseite)

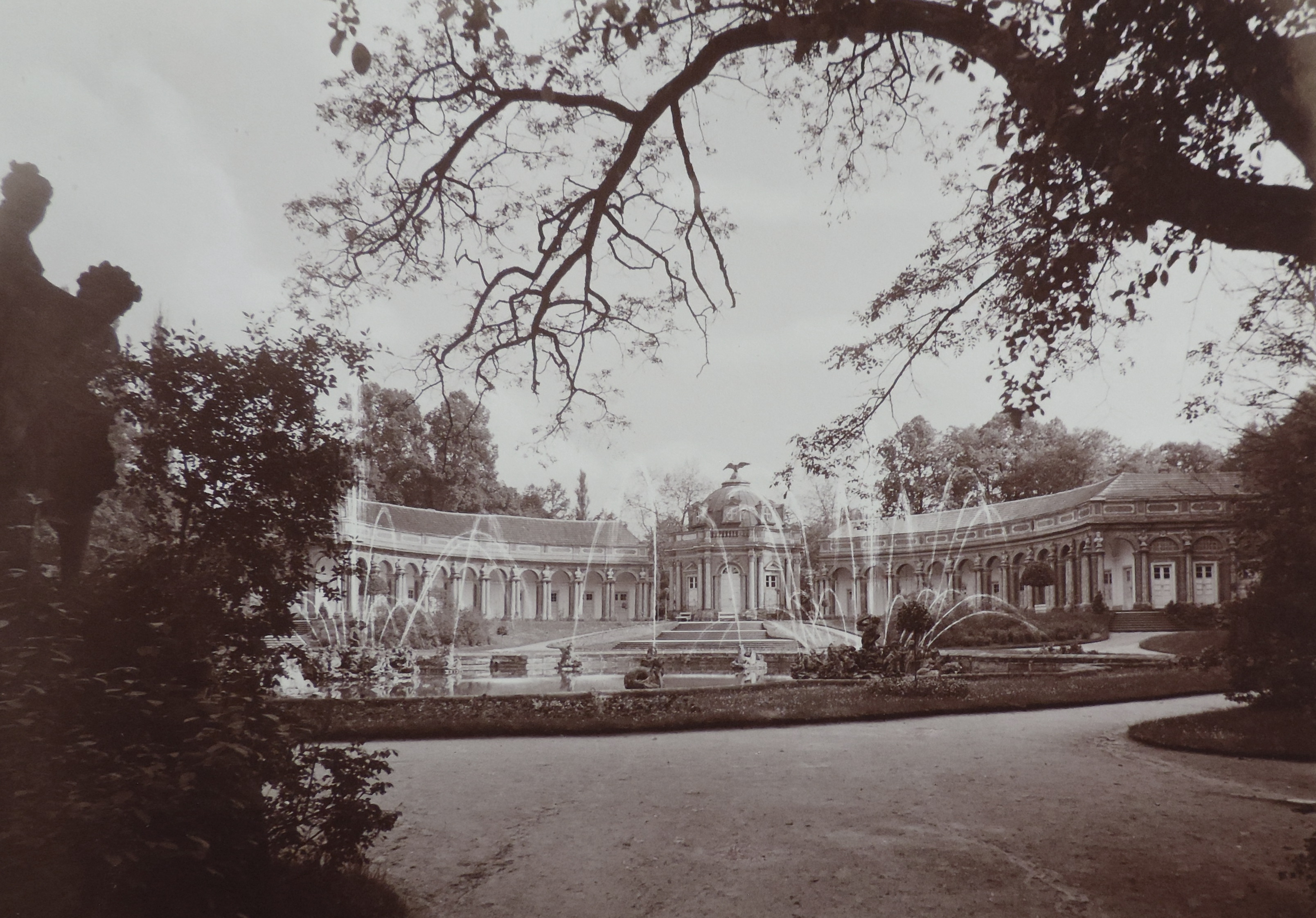
Wasserspiele im Bassin „Obere Grotte“ vor dem Neuen Schloss, um 1910

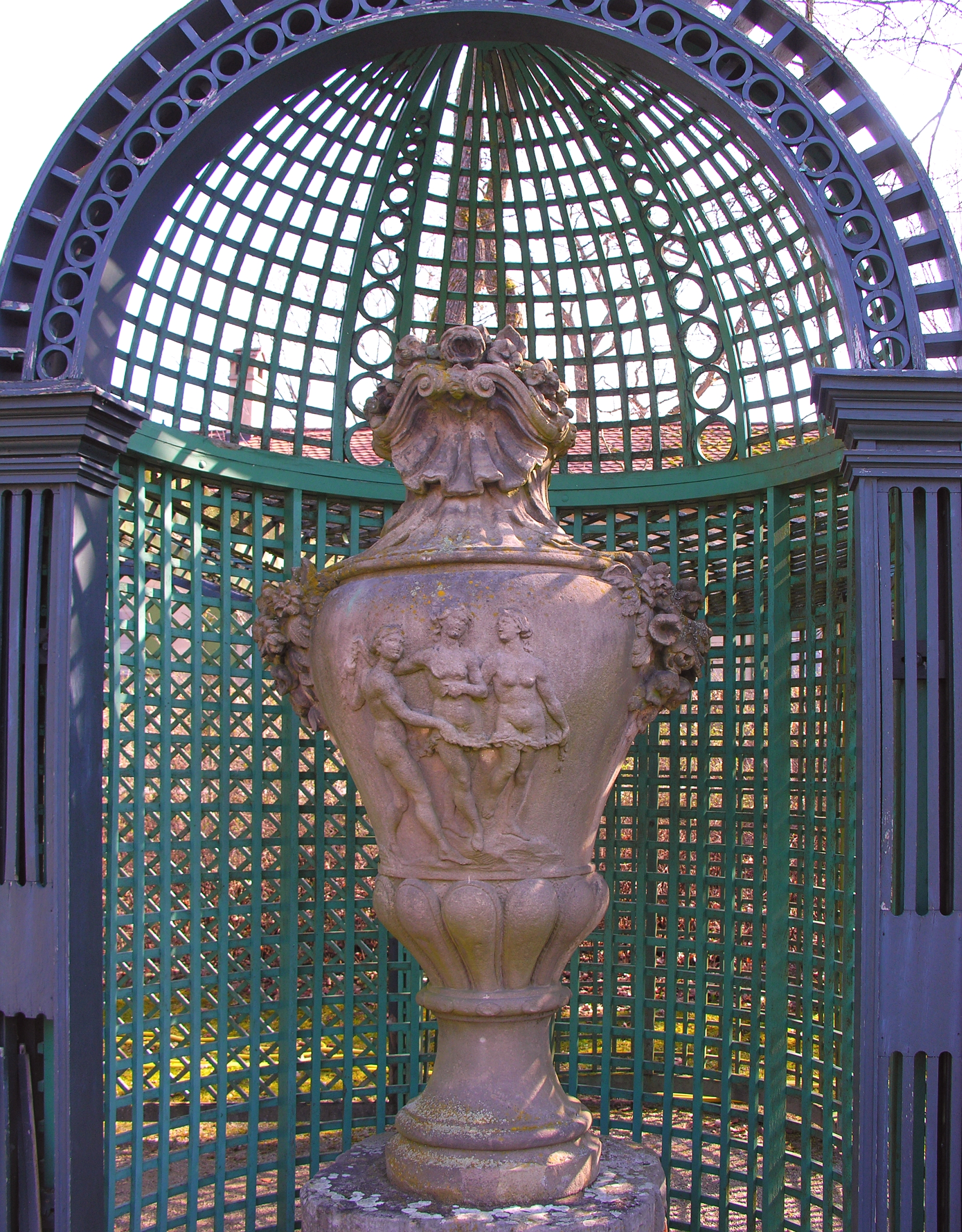
Amphore bei der Oberen Grotte

Nach dem Tod seines Vaters Georg Friedrich Karl schenkte Markgraf Friedrich 1735 die Eremitage seiner Gattin Wilhelmine anlässlich ihres ersten Geburtstags nach seinem Regierungsantritt.
Diese machte sich unverzüglich an die Erweiterung des kleinen Schlosses um zwei Seitenflügel, den Markgrafen- und den Markgräfinnenflügel. Architekten waren zunächst der Hofbaumeister Johann Friedrich Grael und nach dessen Tod im Jahr 1740 der Bauinspektor Johann Georg Weiß. Dort wurden ein japanisches Kabinett, ein Musikzimmer und das Chinesische Spiegelkabinett, in dem sie ihre berühmten Memoiren schrieb, eingerichtet. Zwei der prächtigen Lacktafeln waren ein Geschenk ihres Bruders, Friedrich der Große. An den Stukkaturen dieser Räume waren Andrea Domenico Cadenazzi, Carlo Daldini Bossi und Giovanni Battista Pedrozzi beteiligt.
Das Markgrafenpaar erwarb fast 10 ha Fläche in Richtung Süden für die Eremitage hinzu und legte dort den „Kanalgarten“ an. Wilhelmine veränderte den Charakter des Parks und ließ Hecken mit einer Gesamtlänge von 6 km anpflanzen. So schaffte sie – anstelle der Blumen-Parterres, über die hinweg man sehen und gesehen werden wollte – kleine, intime Rückzugsorte unter freiem Himmel, die sich mit dem Lebensgefühl des Rokoko verbanden.
Ab 1737 wurde die „Untere Grotte“ von den Hofbaumeistern Johann Friedrich Grael und Joseph Saint-Pierre erbaut, später daneben die steinerne Eremitage für den Markgrafen. Saint-Pierre schuf auch das „Römische Theater“, eine als Ruine gestaltete Freilichtbühne. Wilhelmine trat dort selbst als Schauspielerin auf: An der Seite Voltaires, der 1743 Friedrich den Großen nach Bayreuth begleitet hatte und in der Verstragödie Bajazet von Jean Racine den Wesir Acomat verkörperte, war ihre Rolle die der Roxane.
In den Jahren 1749 bis 1753 wurde westlich des bisherigen Schlosses das Neue Schloss errichtet (nicht zu verwechseln mit dem im Stadtzentrum ab 1753 erbauten Neuen Schloss). Es besteht aus zwei gebogenen, alleinstehenden Arkadentrakten, die 1751 als Orangerie vollendet wurden,  und zwei Jahre später die markgräflichen Gemächer enthielten. Beim Umbau zum Wohnschloss wurde der östliche Flügel für die Räume der Markgräfin verbreitert. Der schmaler gebliebene Herrenflügel wurde erst in den 1770er Jahren unter Karl Alexander vollendet.
Zwischen den Flügeln steht ein Mittelgebäude mit rundem Grundriss, mit dem sie nicht verbunden sind. Dessen Kuppeldach trägt eine vergoldete Quadriga, die von einem fackeltragenden Apollo als Sinnbild der Sonne gelenkt wird. Daher wird das Gebäude meist als „Sonnentempel“ bezeichnet. Die von Giovanni Battista Pedrozzi geschaffene originale Quadriga aus Gips und Kalk wurde bereits 1758 entfernt und durch eine solche aus bronziertem Holz ersetzt.
Zeitgleich entstand, von Laubengängen (sog. Treillagen, gebaut vom französischen Schreiner Martin Roubo) umrahmt, das große obere Wasserbecken („Obere Grotte“) mit mehreren Figurengruppen, doch ohne eine zentrale Figur. Über die 56 Fontänen aus den Sandsteinfiguren sollte der Blick, von Norden her, direkt auf den Sonnentempel geleitet werden. Das ganze Ensemble verkörperte die Vier Elemente. Georg Wilhelm hatte die Eremitage mit einer Allee erschließen lassen, die auf den Parnass zuführt und dann nach Norden auf das Alte Schloss abzweigt. Wilhelmine ließ eine neue Achse anlegen, die von ihrem Schlösschen Monplaisir aus, nördlich an der Oberen Grotte vorbei, dorthin führt.

Untere Grotte
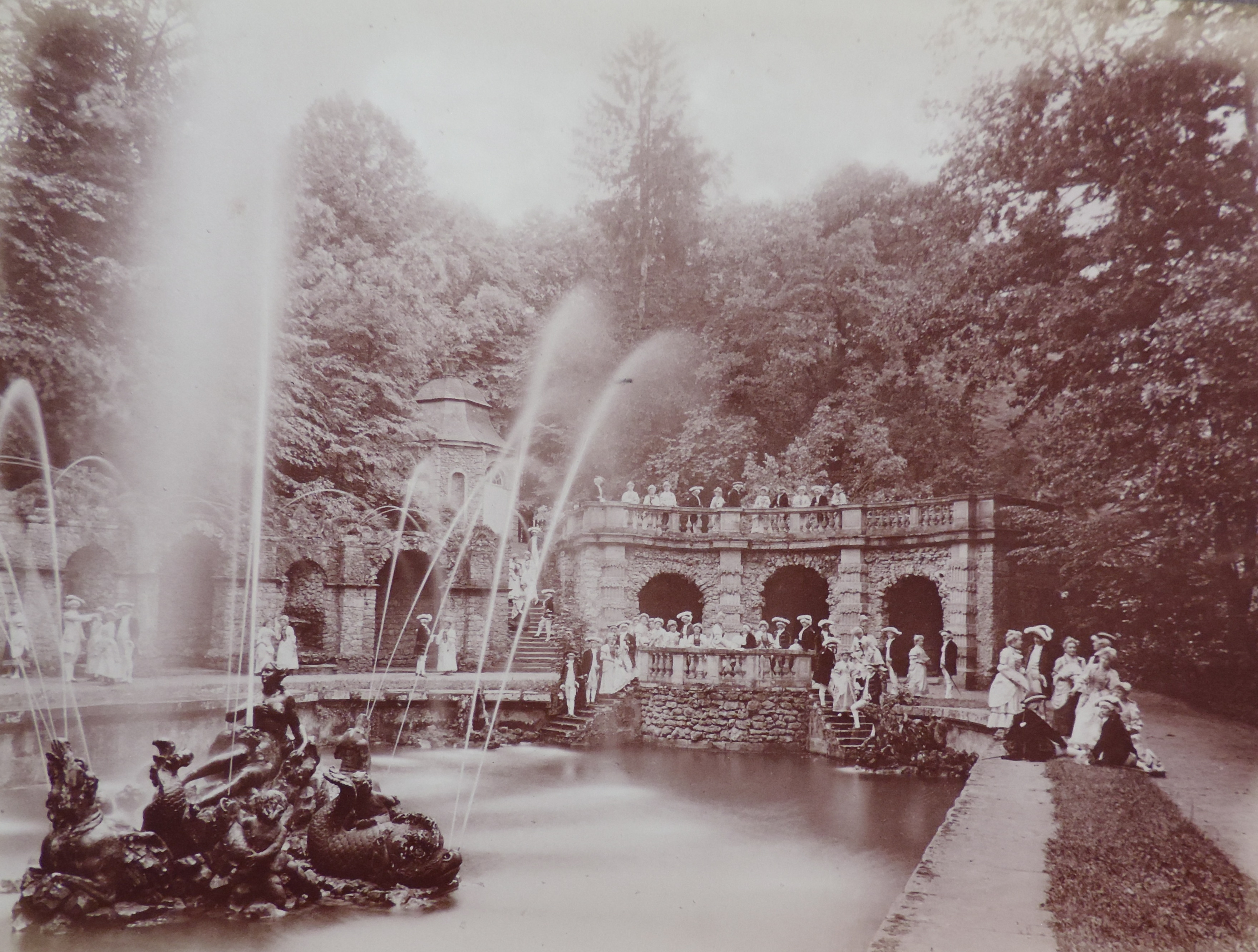
Untere Grotte vor 1913
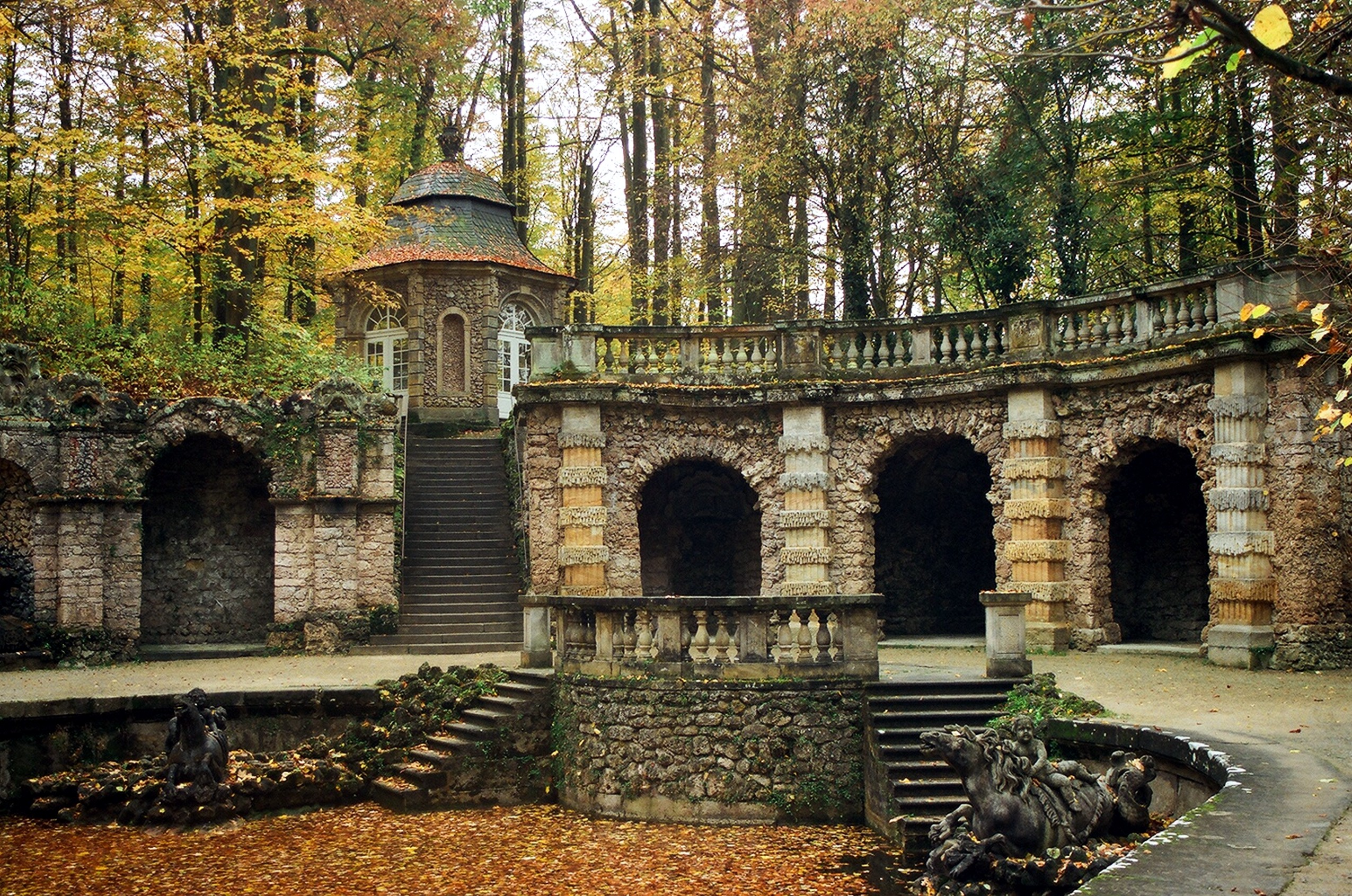
Arkaden der Unteren Grotte, darüber das Vogelhaus
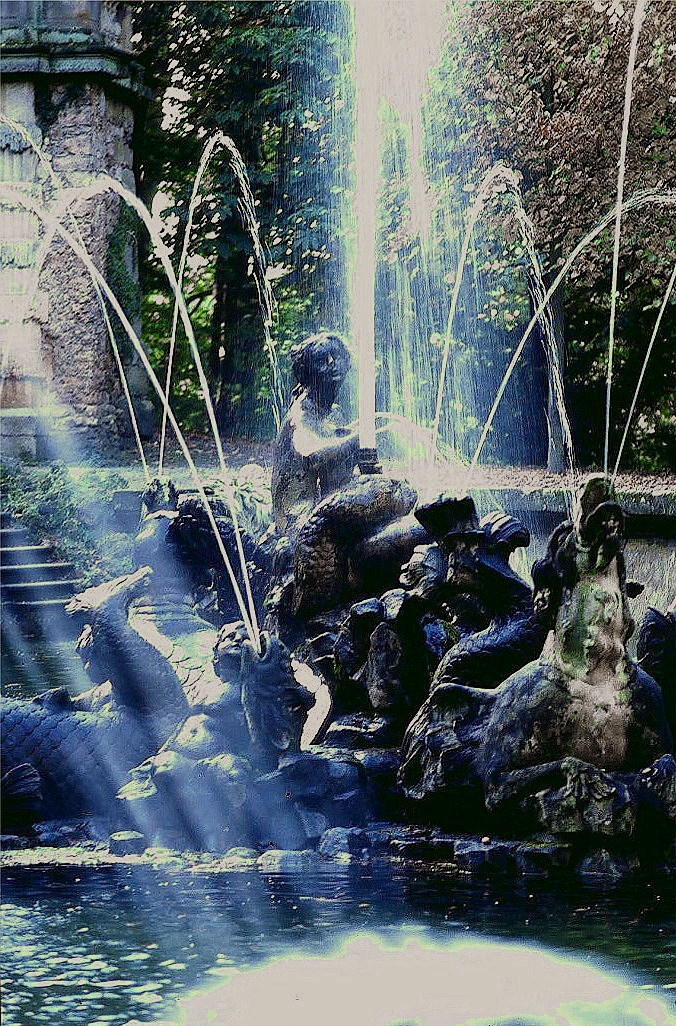
Wasserspiele in der Unteren Grotte
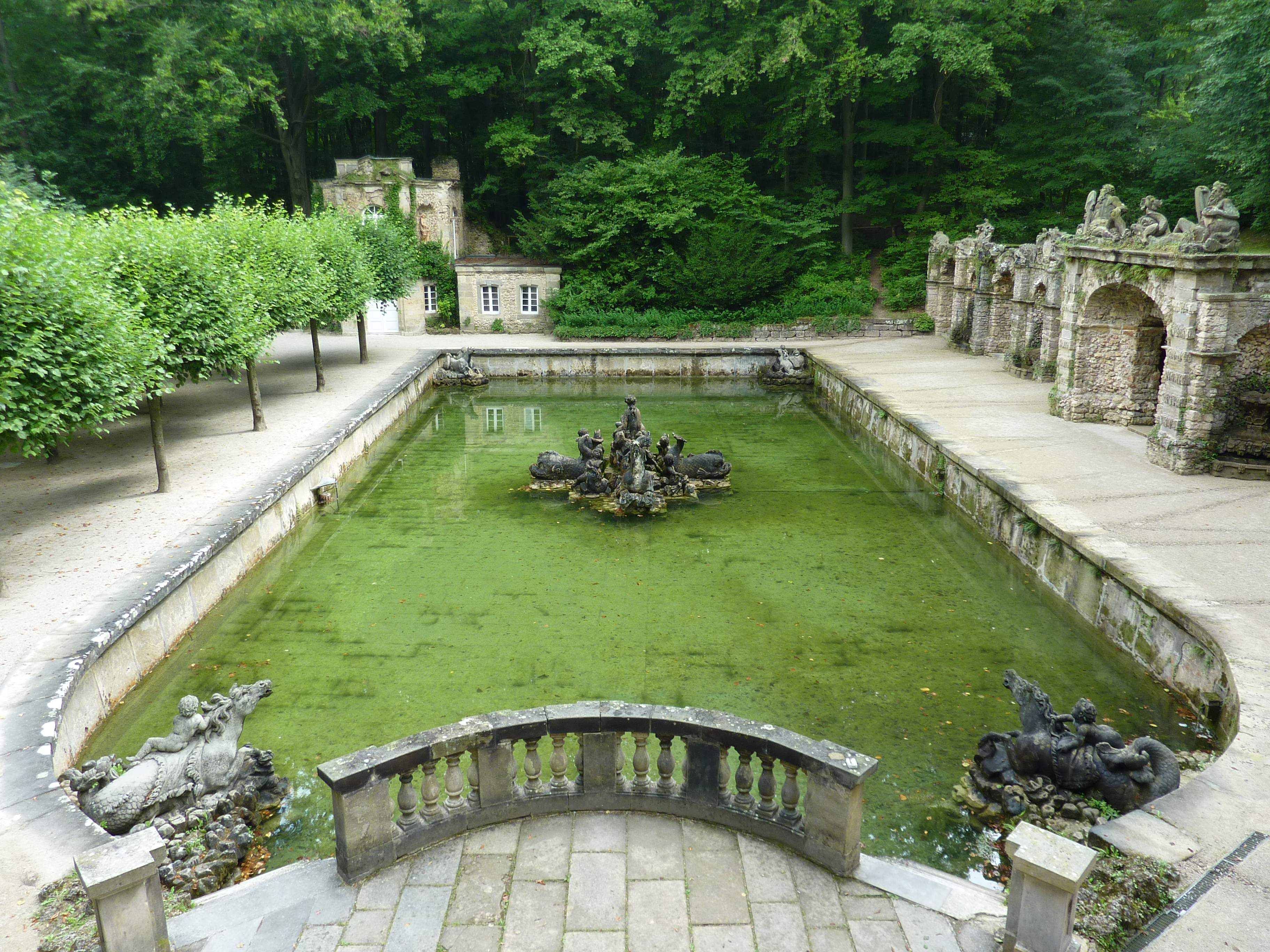
Untere Grotte, hinten links die Eremitage des Markgrafen
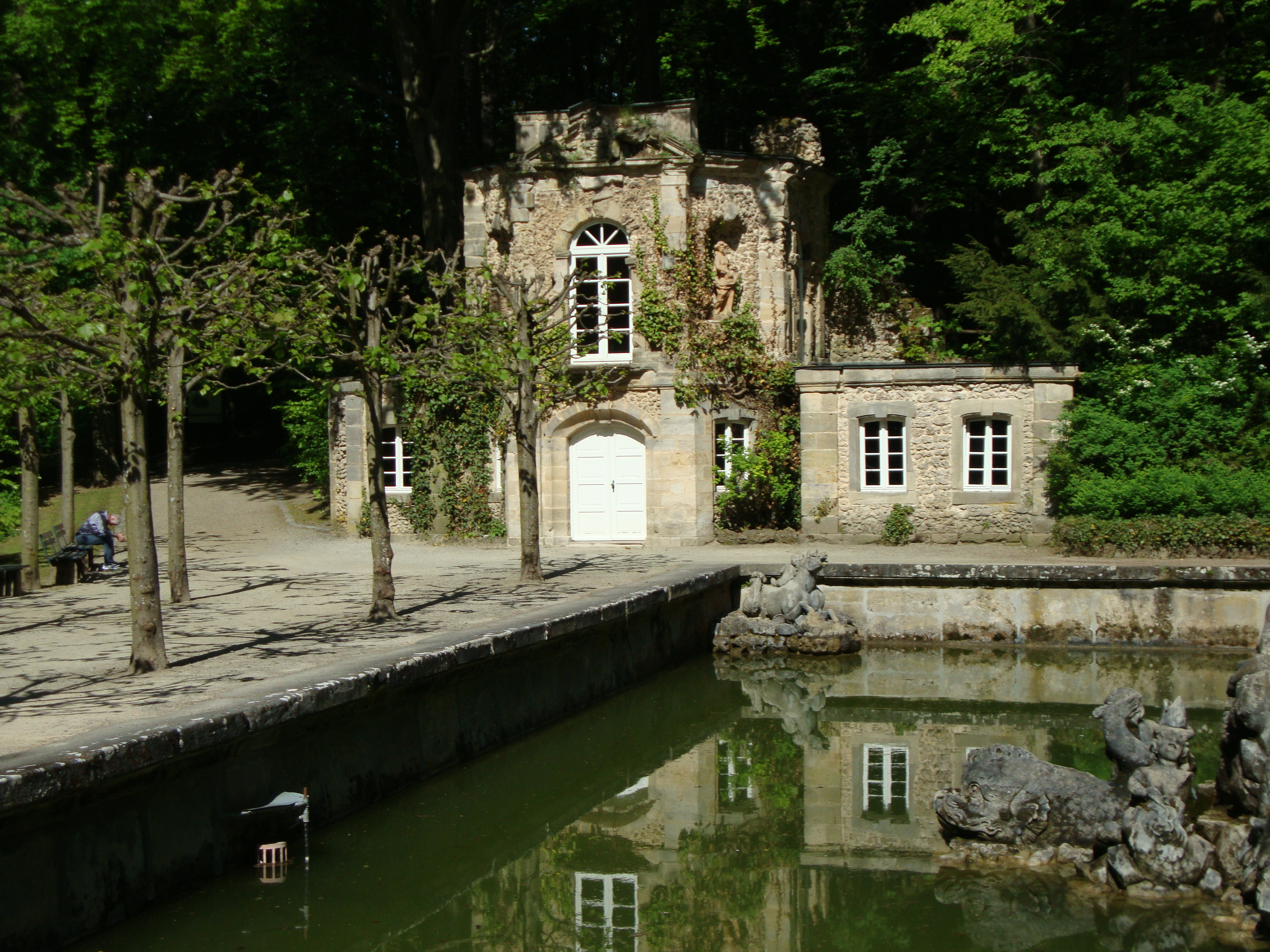
„Steinerne Eremitage“ des Markgrafen Friedrich III. an der Unteren Grotte

#### Die Eremitage unter Ansbacher und preußischer Herrschaft
Markgraf Karl Alexander von Ansbach, der das Fürstentum Bayreuth 1769 übernommen hatte, zeigte an der Eremitage wenig Interesse. Der kostenintensive Unterhalt von Hecken und Laubengängen wurde reduziert, sodass sich an vielen Stellen Wildwuchs breitmachte. Ein Teil der Parkanlage wurde allmählich wieder zum Wald. In den Jahren 1771/72 ließ der Markgraf auf dem „Schneckenberg“ nach Entwürfen von Johann Gottlieb Riedel eine achteckige Pagode, den „Chinesischen Pavillon“, errichten.
1790 kam Karl August von Hardenberg als leitender Minister des Markgrafen Karl Alexander nach Bayreuth. Nach der Abdankung Karl Alexanders und der Übergabe des Fürstentums an Preußen im Jahr 1791 leitete er die Eingliederung der neuen Provinz. Noch im selben Jahr wurde das bewegliche Garteninventar, darunter auch die Statuen, versteigert. Die neuen Herren der Eremitage wollten den Park, den sie als „Schnirkelwerk französischer Bauart“ und „gärtnerisches Qodlibet“ bezeichneten, „anglisieren“.
Hardenbergs 1793 vierzehnjährige Tochter Lucia lebte ab jenem Jahr mehrere Sommer lang im Ostflügel des Neuen Schlosses. Neben der Eremitage lernte sie auch den Hofgarten und den Park des Schlosses Fantaisie kennen. Später schuf sie mit ihrem zweiten Ehemann Hermann von Pückler-Muskau den Fürst-Pückler-Park in Bad Muskau und den Branitzer Park.
Von Juli 1796 bis August 1800 lebte Friedrich Wilhelm von Nassau-Weilburg, der mit seiner Familie seit 1792 auf der Flucht vor den französischen Revolutionstruppen gewesen war, auf Einladung Hardenbergs im Alten Schloss der Eremitage. Dort brachte seine Ehefrau Louise Isabella zu Sayn-Hachenburg mit Henriette Alexandrine, der späteren Gemahlin Karls von Österreich-Teschen, und Friedrich Wilhelm zwei ihrer gemeinsamen Kinder zur Welt.

### 19. Jahrhundert

Plan der Eremitage (Auszug aus dem Ur-Kataster von 1852)

Ende des 18. Jahrhunderts wurde der Garten, bereits unter preußischer Herrschaft, verlandschaftlicht und teilweise landwirtschaftlich genutzt. 1810 wurde er, nach vierjähriger französischer Besitznahme, mit der Stadt von Napoleon an das Königreich Bayern verkauft. Da Bayreuth keine Residenzstadt mehr war, benötigte man auch keinen derartigen Lustgarten. Unter bayerischer Herrschaft wurden 1811 der Kanalgarten und das Gärtnereigelände veräußert.  Vermutlich 1819 wurde die Quadriga auf dem Sonnentempel entfernt, der ca. 90 Jahre lang ohne Bekrönung blieb.
1830 ließ der bayerische Herzog Pius, der mehrmals die Sommerwochen in der Eremitage verbrachte, die noch bestehende Einsiedeleikapelle bauen. Dann fand die Anlage nur noch sporadisch Verwendung, so wohnte der bayerische König Ludwig II. anlässlich seines Besuchs der Richard-Wagner-Festspiele im Jahr 1876 im Alten Schloss. Dem Ur-Kataster von 1852 lässt sich entnehmen, dass damals der Großteil der geometrischen Gestaltungen und das streng geometrische Wegenetz bereits verschwunden waren.

### 20. und 21. Jahrhundert

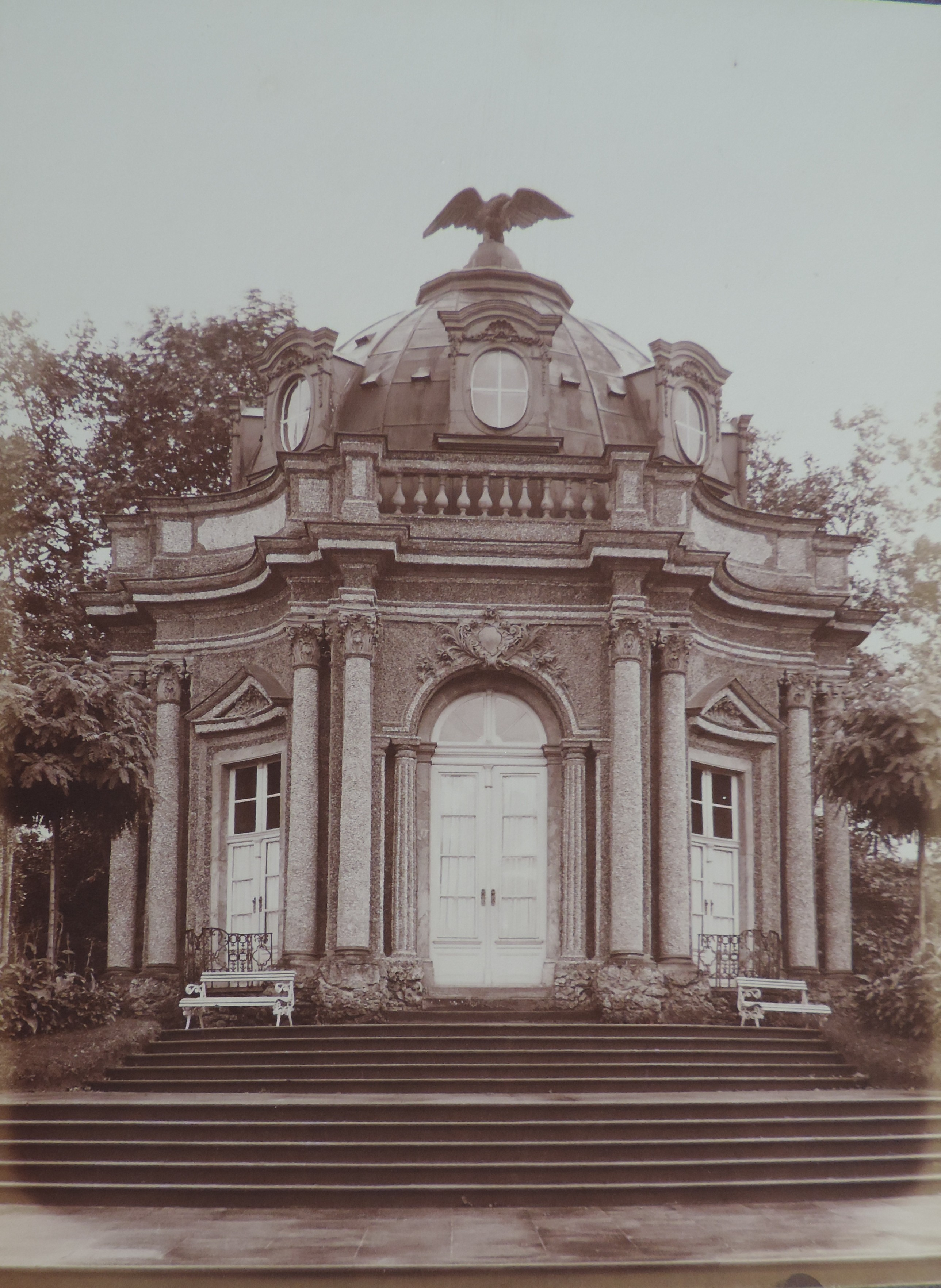
Adler anstelle der Quadriga auf dem Sonnentempel des neuen Schlosses

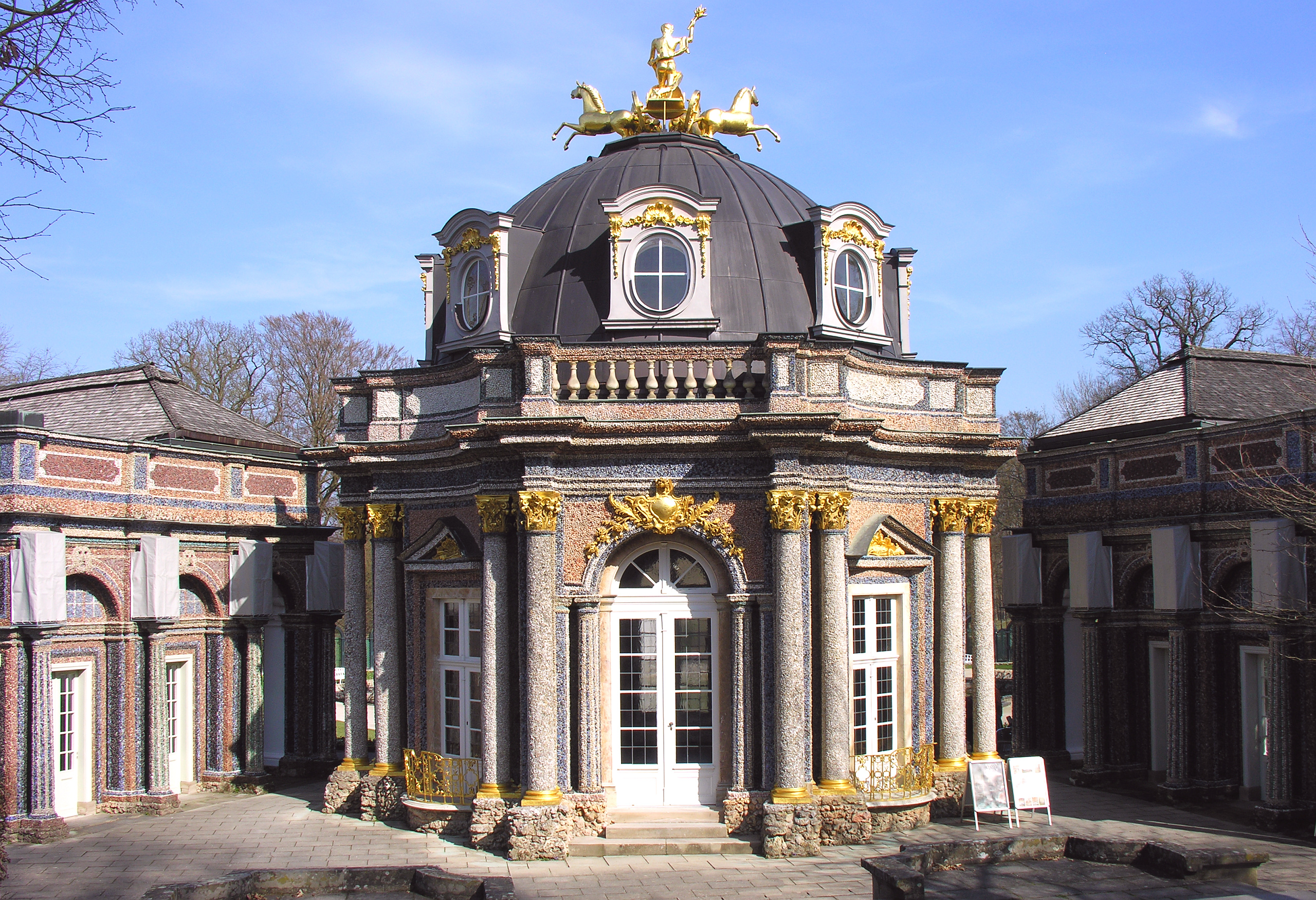
Sonnentempel des Neuen Schlosses von 1753 mit der neuen Quadriga

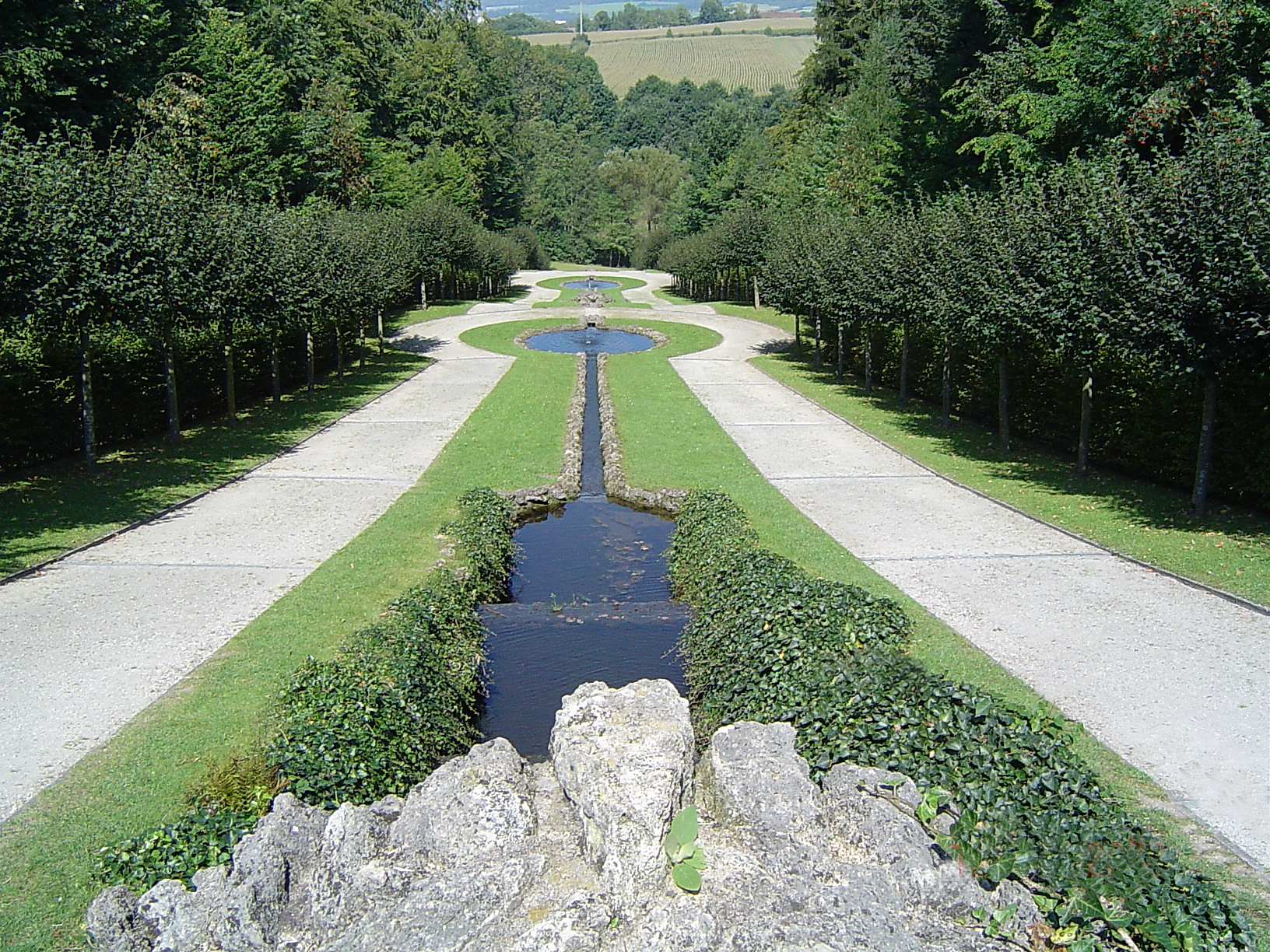
Kaskade

1907 erwarb der Staat auf der Nürnberger Gewerbeschau einen Adler aus Bronze, der von 1908 bis April 1945 auf dem Gebäude thronte. Die Schriftstellerin Virginia Woolf, die im Sommer 1909 in Bayreuth weilte, beschrieb die Eremitage als „überwuchert und verlassen“.
Ab 1933 eröffnete sich im Zusammenhang mit dem Bau der Reichsautobahn die Möglichkeit, die ehemals verkauften Flächen zurückzuerwerben. Um den erwarteten Gästen der Gauhauptstadt die Fußmärsche zu verkürzen, wurde gegenüber dem Sonnentempel ein Automobil-Parkplatz angelegt. Der Kanalgarten wurde bei seiner Wiederherstellung daher in Richtung Süden verschoben. Während des Zweiten Weltkriegs wurde am Kanalgarten eine Muster-Baumschule angelegt, 1944 wurden dort mehr als 900 Obstbäume gepflanzt.
Kurz vor dem Ende des Zweiten Weltkriegs wurden Teile des Reichsfilmarchivs aus Berlin in die Eremitage gebracht. Soldaten der Wehrmacht und Offiziere der Abteilung Lehrfilm des Oberkommandos des Heeres quartierten sich im Alten Schloss ein. 60.000 Lehrfilme für die Soldatenausbildung sowie Mobiliar und Bilder aus dem Alten Schloss wurden im Neuen Schloss eingelagert.
Am 14. April 1945 wurde bei der sonst weitgehend kampflosen Einnahme Bayreuths das Neue Schloss durch amerikanische Truppen stark zerstört, wobei die dort gelagerten Nitrozellulose-Filme zu einer explosionsartigen Brandwirkung führten. Die gesamte Inneneinrichtung verbrannte, auch das Alte Schloss und der ehemalige Marstall wurden beschädigt. Amerikanische Luftaufklärer hatten militärische Fahrzeuge in der unmittelbaren Nähe der Gebäude entdeckt. Da General August Hagl, der sich in Sankt Johannis befand, die kampflose Übergabe der Stadt verweigerte, nahmen acht P-47-Jagdbomber die Eremitage unter Beschuss. Ab 14 Uhr wurde sie mit acht 250 Kilo schweren Sprengbomben, 18 Raketen und Bordwaffen angegriffen.
Der Wiederaufbau des Neuen Schlosses in den 1960er Jahren erfolgte nur noch äußerlich, die Restaurierungsarbeiten erstreckten sich über zehn Jahre. Die Innenräume wurden nicht rekonstruiert. Im Mai 1969 wurde auf dem Sonnentempel wieder eine Quadriga, ein Werk der Bildhauer Richard Stammberger und Bernhard Krauß, installiert.
Ein großer Teil der früher veräußerten Grundstücke wurde zurückgekauft, verloren gegangene Parkteile wurden neu angelegt. Man versuchte, den Park, so wie er am Ende der Markgrafenzeit bestand, wiederherzustellen. So wurde die 300 Meter lange Kaskade am Nordhang restauriert (Eröffnung im Oktober 1984) und ab 1972 der Kanalgarten mit den Bosketten im Südwesten der Anlage wiederhergestellt. Auch der Schneckenberg erhielt 2003 wieder eine achteckige Pagode („Chinesischer Pavillon“), deren Vorgänger um 1812 verschwunden war. Das Schlösschen Monplaisir, das über 100 Jahre lang als Schule für die Kinder von Sankt Johannis gedient hatte, ging im Januar 1970 in den Besitz der Bayerischen Schlösserverwaltung über.
Seit 2005 wurde das Alte Schloss umfassend saniert. Der Marmorsaal, das chinesische Spiegelkabinett, das japanische Lackzimmer und weitere prächtige Zimmer des Markgräfinnenflügels sind nun wieder zu besichtigen.

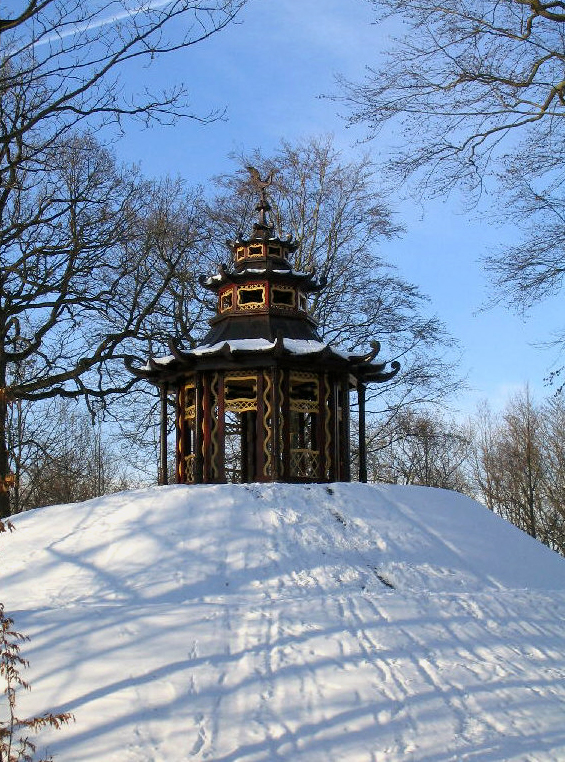
Schneckenberg mit Chinesischem Pavillon
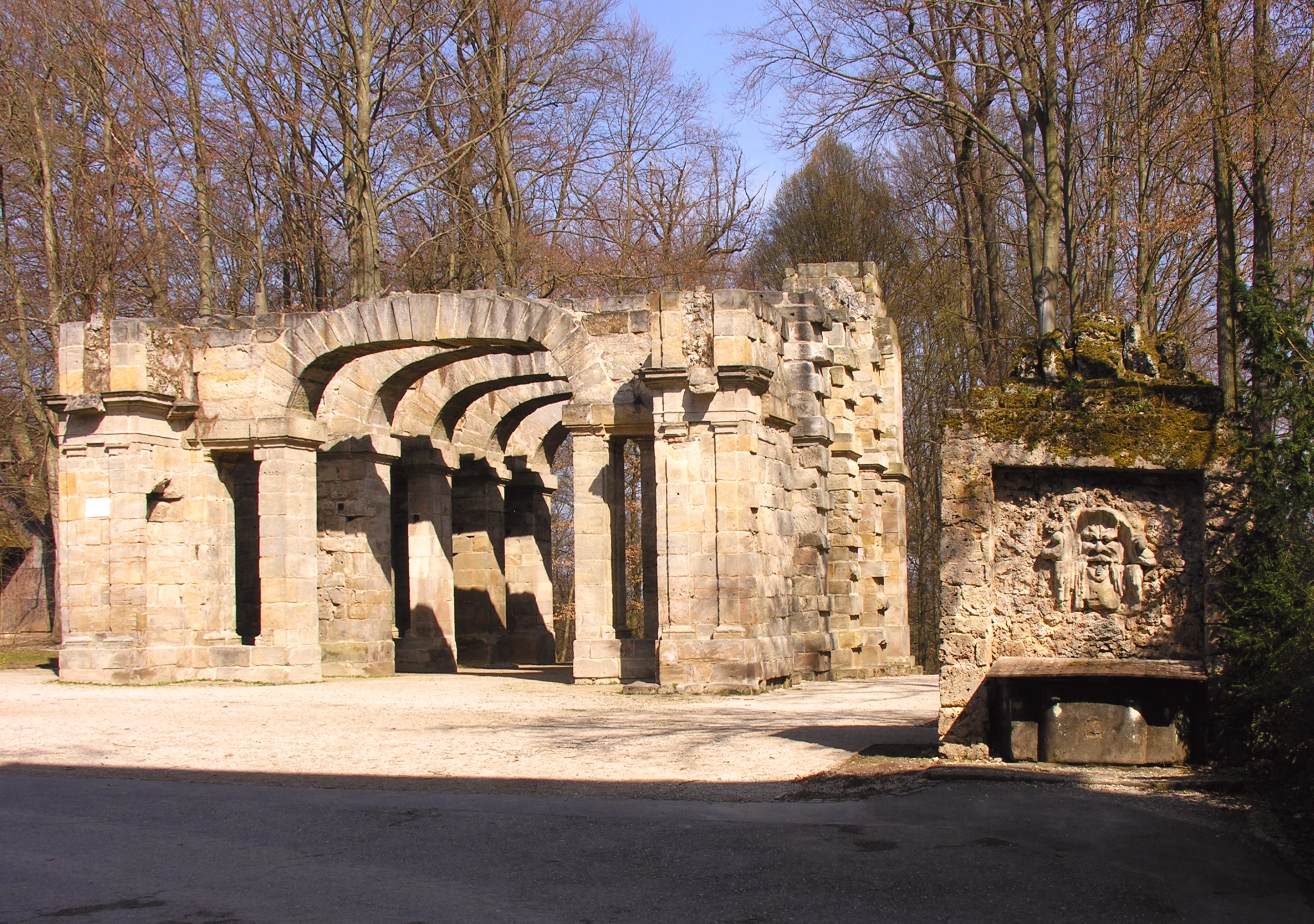
Römisches Theater (Südseite) und Brunnen
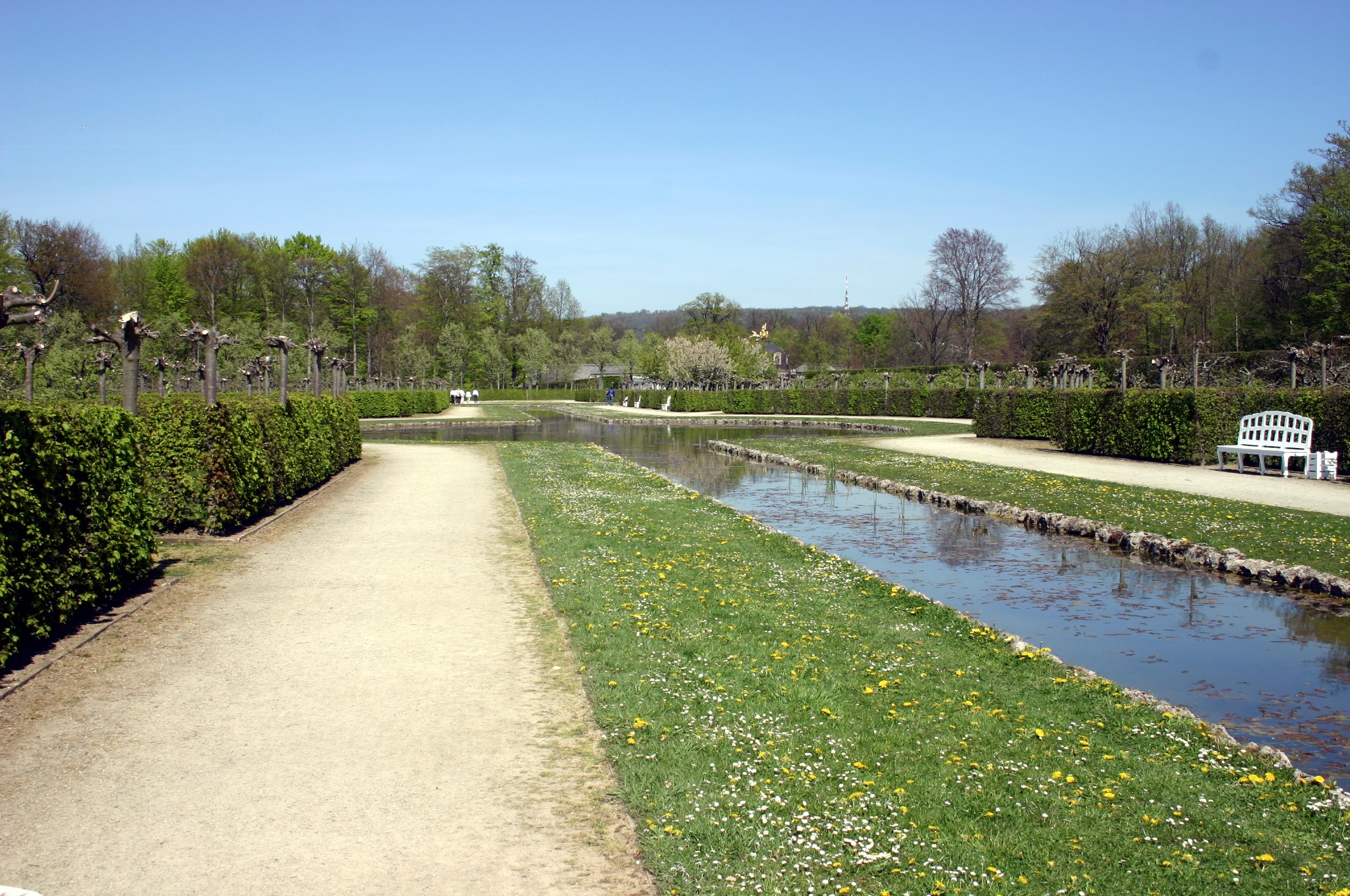
Neu angelegter Kanalgarten
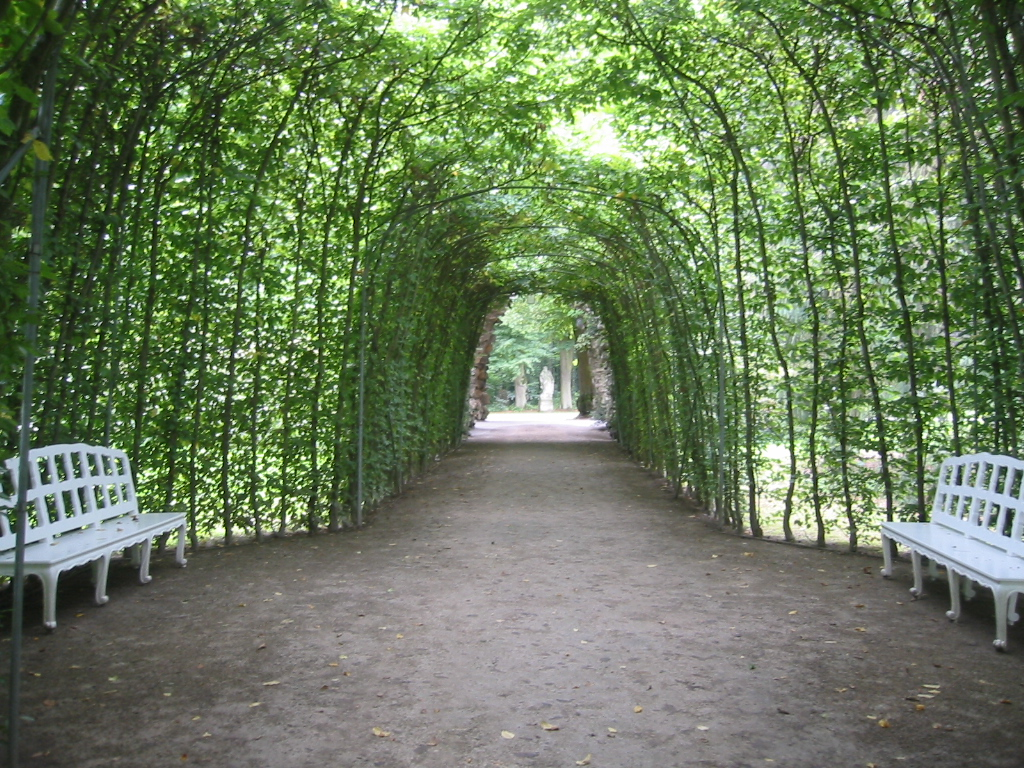
Laubengang aus Hainbuchen[32] vor dem Alten Schloss

### Verwaltung
Zu Eremitage gehörte Römerleithen. Die Hochgerichtsbarkeit stand dem bayreuthischen Stadtvogteiamt Bayreuth zu. Gegen Ende des 18. Jahrhunderts bestand Eremitage aus vier Anwesen (herrschaftliches Schloss mit Gärtnerswohnung, Grottenmeisterwohnung und Menageriegebäuden, 1 Wachthäuslein, 2 Waldhäuslein).
Von 1797 bis 1810 unterstand der Ort dem Justiz- und Kammeramt Bayreuth. Mit dem Gemeindeedikt wurde Eremitage dem 1812 gebildeten Steuerdistrikt Sankt Johannis und der zugleich gebildeten Ruralgemeinde Sankt Johannis zugewiesen. Am 1. April 1939 wurde Eremitage  nach Bayreuth eingemeindet.

### Einwohnerentwicklung
| Jahr      | 001819 | 001822 | 001861 | 001871 | 001885 | 001900 | 001925 | 001950 | 001961 | 001970 | 001987 |
| Einwohner | 20 *   | 21     | 28     | 21     | 21     | 27     | 34     | 51     | 33     | 28     | 21     |
| Häuser    |        | 6      |        |        | 2      | 5      | 4      | 5      | 6      |        | 7      |
| Quelle    | [ 37 ] | [ 38 ] | [ 39 ] | [ 40 ] | [ 41 ] | [ 42 ] | [ 43 ] | [ 44 ] | [ 45 ] | [ 46 ] | [ 47 ] |

## Betreuung der Anlage
Die Bayerische Verwaltung der staatlichen Schlösser, Gärten und Seen betreut die Außenanlagen und die Gebäude.

## Heutige Nutzung

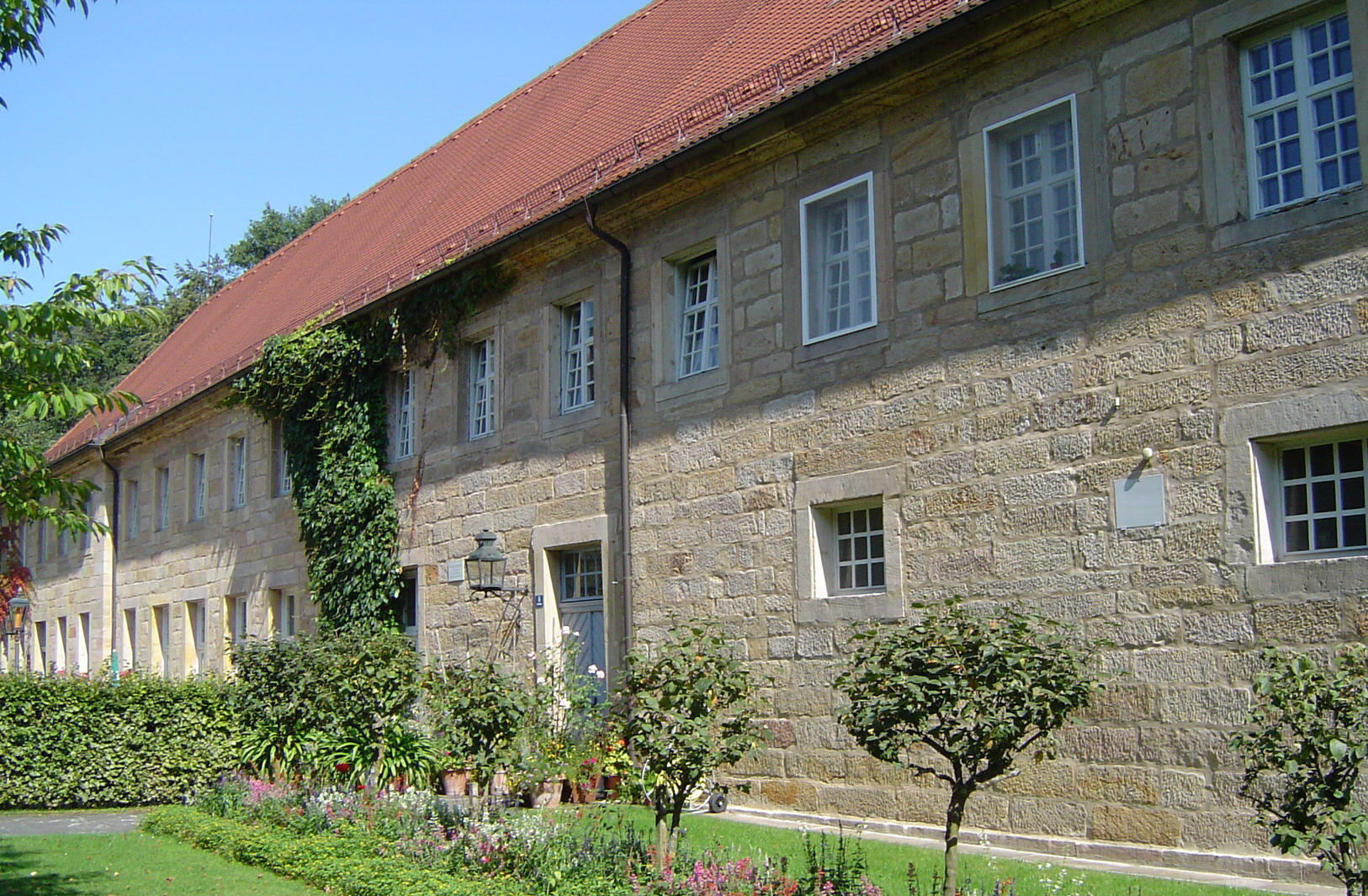
Ehemaliger Marstall

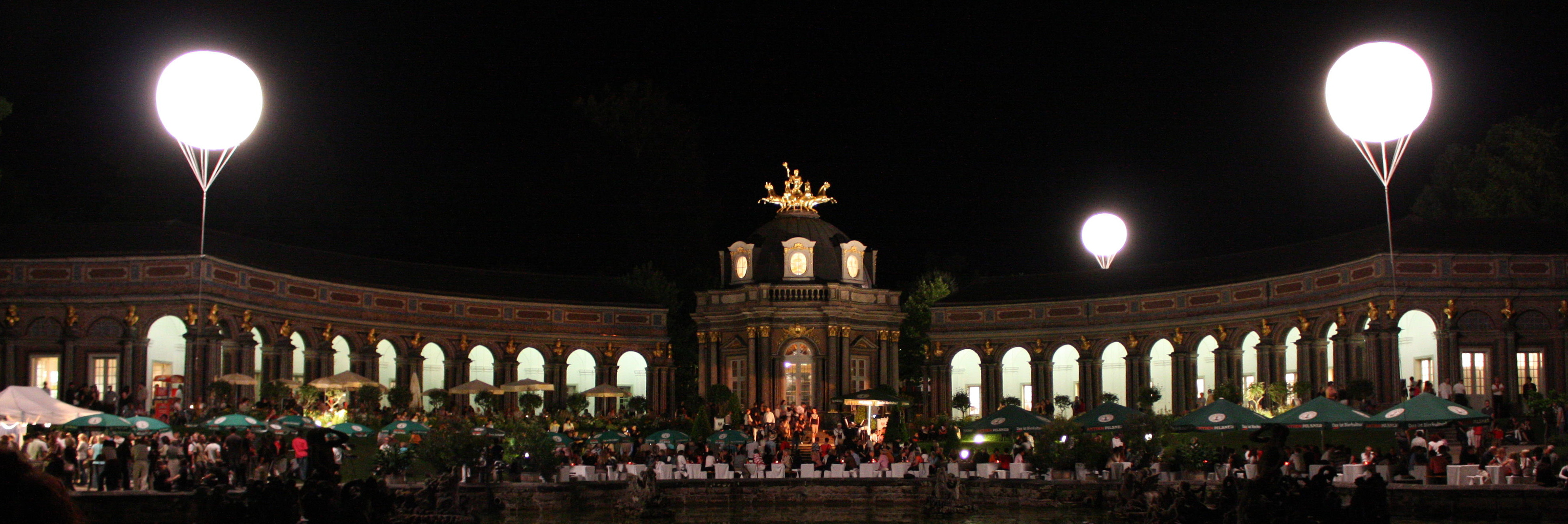
Sommernachtsfest

Das Alte Schloss dient musealen Zwecken und kann nur im Rahmen einer Führung besichtigt werden.
Im Ostflügel der Orangerie befindet sich ein Café. Der Museumsshop befindet sich ab der Saison 2014 im Alten Schloss der Eremitage. Der Westflügel wird in den Sommermonaten für Kunstausstellungen genutzt. Es kann auch ebenso wie das Zentralgebäude, der Sonnentempel, für kleinere und mittelgroße private Feiern angemietet werden.
Im ehemaligen Marstall befand sich bis 2019 das Schlosshotel Eremitage nebst Schlossgaststätte.
Seit August 1970 findet regelmäßig das Sommernachtsfest im Park statt. Hierbei kam es in der Vergangenheit immer wieder zu Problemen mit der Witterung (u. a. Absage wegen Sturmgefahr) und damit verbunden auch zu Defiziten, die von der Stadt getragen werden.
Seit 1982 finden in den Sommermonaten im Römischen Theater Aufführungen der Studiobühne Bayreuth statt. Mit einem Open-Air-Konzert trat im Juli 1995 Joan Baez in der Eremitage auf.

## Wasserversorgung

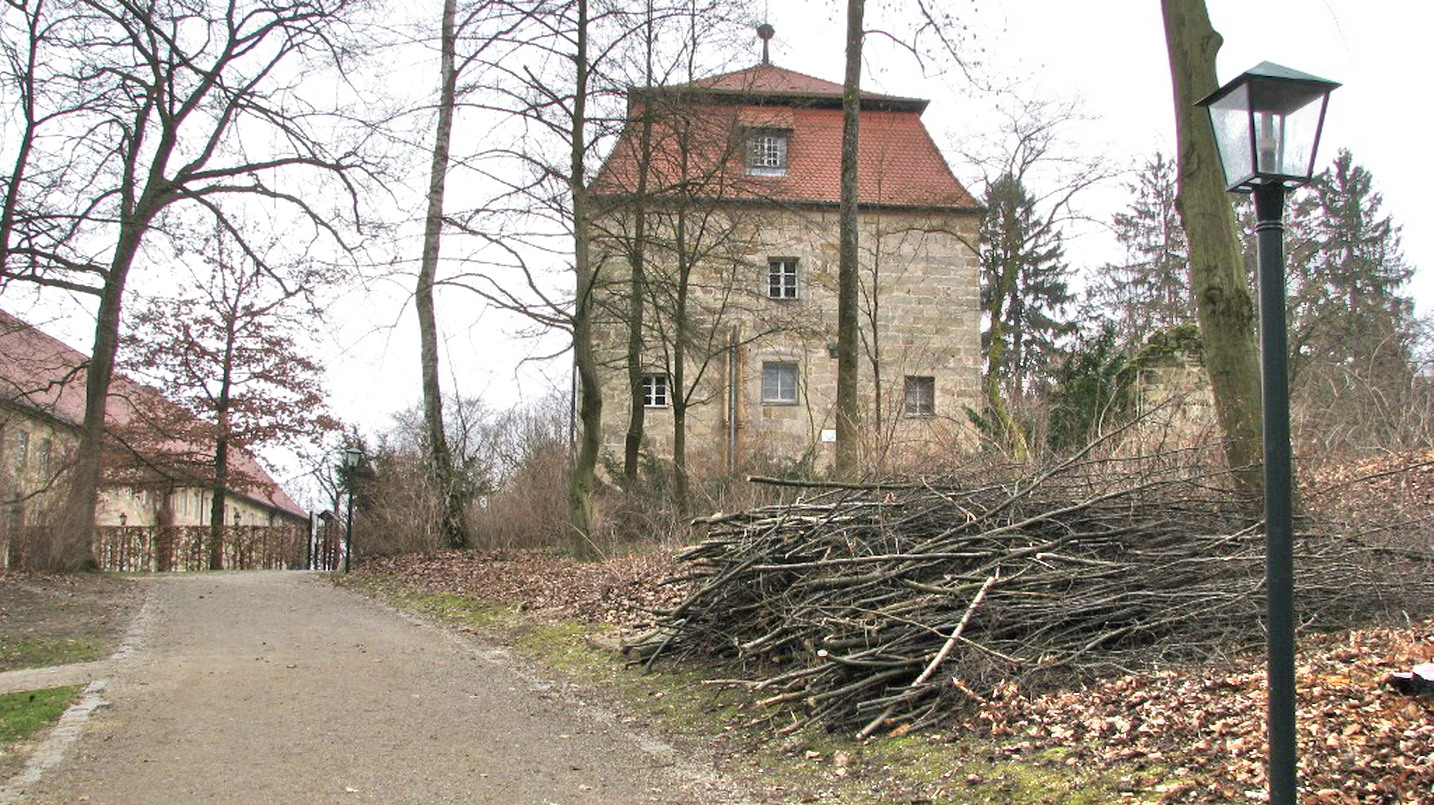
Der erste Wasserturm ist nicht auf Anhieb als solcher erkennbar

Für die Wasserspiele im Alten Schloss, in der Unteren Grotte und auf dem Parnass sowie die Kaskade und die Trinkwasserversorgung mussten große Mengen an Wasser bereitgestellt werden. 1718 wurde deshalb der erste Wasserturm errichtet, der nach wie vor in Funktion ist. Ursprünglich erhielt der sein Wasser vom Höhenzug Pensen östlich des Tals des Roten Mains. Die Zuführung erfolgte in einem geschlossenen Leitungssystem aus ausgehöhlten Baumstämmen nach dem Prinzip des Dükers. Es war größtenteils unterirdisch verlegt, die Querung der Talsohle erfolgte aber in einem Bleirohr über eine Brücke.
Um 1750 wurde im Zuge des Baus der Oberen Grotte ein zweiter Wasserturm errichtet. Er erhielt das Wasser mittels eines mit einem Wasserrad über ein ca. 200 Meter langes Gestänge getriebenen Kolbenpumpwerks aus dem Roten Main.

## Verkehr
Vom Ortsteil Dürschnitz nahe der Innenstadt führt die Königsallee bis zur Eremitage. Markgräfin Wilhelmine hatte die Straße als „Königsweg“ anlässlich des bevorstehenden Besuchs ihres Bruders Friedrich II. von Preußen anlegen lassen. Unweit der Anschlussstelle Bayreuth-Nord der Bundesautobahn 9 beginnt die Eremitagestraße, die auf dem Gelände des Parks endet.
Die Städtischen Buslinien 302 und 303 fahren im Tarifverbund des Verkehrsverbunds Großraum Nürnberg die Eremitage an. Von 1910 bis 1973 gab es den Haltepunkt Eremitage an der Bahnstrecke Weiden–Bayreuth. Nahe der Lohengrin Therme im Ortsteil Seulbitz befindet sich ein Stellplatz für Wohnmobile.

## Rezeption
Das Schloss Eremitage wird in Theodor Fontanes Roman Effi Briest erwähnt, als Effi von einer „Weißen Frau“ liest, die dort Napoleon Bonaparte erschienen sein soll. Die Begebenheit, auf die Fontane Bezug nimmt, spielte sich aber im Neuen Schloss in der Bayreuther Innenstadt ab.